# Terza crociata
La terza crociata, conosciuta anche come "crociata dei re", fu una guerra combattuta dal 1189 al 1192 dai crociati nel vano tentativo di riconquistare Gerusalemme e quanto ceduto in Terra santa al sultano musulmano Saladino. La campagna militare attirò un immenso numero di crociati e sovrani da più parti d'Europa, e si concentrò innanzitutto sull'obiettivo di riprendere il controllo di importanti città portuali quali Acri e Giaffa, di vitale importanza per l'accesso alla Terra santa. Inoltre si sperava di arrestare l'espansione dei musulmani, che con le campagne di Norandino prima e Saladino poi sembrava incontenibile.
Dopo il fallimento cristiano della seconda crociata, la dinastia musulmana zengide, al comando di una Siria unificata, intraprese un conflitto con i sovrani fatimidi d'Egitto. Il condottiero curdo Saladino riuscì infine a unire abilmente le due fazioni sotto il suo potere, scagliandosi poi contro gli Stati crociati, che già versavano in condizioni precarie per problemi di stabilità interna. I cristiani persero infine Gerusalemme nel 1187, a seguito della disastrosa battaglia di Ḥaṭṭīn. Su spinta della Santa Sede, profondamente rattristata da tale sconfitta, il re Enrico II d'Inghilterra e il re Filippo II di Francia (noto come Filippo Augusto) misero fine alla guerra che li vedeva opposti per impegnarsi a condurre una nuova crociata. L'impresa non aveva ancora avuto inizio quando Enrico morì nel 1189, e suo successore fu il figlio Riccardo I d'Inghilterra (più tardi noto come "Riccardo Cuor di Leone"). Prima ancora, anche l'anziano imperatore del Sacro Romano Impero Federico Barbarossa rispose alla chiamata alle armi, e reclutò un possente esercito. Federico confidava di giungere a destinazione via terra, ma morì ben prima di arrivare in Terrasanta, affogando nelle acque del fiume Calicadno, in Asia Minore, il 10 giugno 1190. La sua morte causò un tremendo dolore tra i crociati tedeschi, che in maggioranza abbandonarono l'impresa per fare ritorno in Germania.
Quando il lungo assedio di Acri si concluse con la vittoria degli europei, Filippo Augusto, con il comandante subentrato a Federico, Leopoldo V di Babenberg, lasciò la Terrasanta nell'agosto del 1191. Riccardo divenne allora la principale guida della spedizione e, per percorrere la strada che conduceva a Gerusalemme, si premurò di non allontanarsi mai eccessivamente dalla costa, al fine di godere di un vasto supporto logistico e temendo le conseguenze dei dissidi che continuavano a indebolire lo schieramento crociato. Sul campo aveva riportato diverse vittorie, spingendosi fino a una ventina di chilometri da Gerusalemme e facendo temere a Saladino che l'attacco decisivo alla città santa fosse imminente. Riccardo tuttavia non credeva di avere abbastanza uomini a disposizione per espugnarla e continuò a rinviare l'attacco percorrendo, per quanto possibile, la via della diplomazia. Si dimostrò persino disponibile a combinare un matrimonio tra sua sorella Giovanna d'Inghilterra e il fratello di Saladino, Safadino, ma entrambi rifiutarono di convertirsi alla fede opposta.
Spossato dal clima della Palestina, ammalato da tempo e preoccupato per la gestione del suo regno, temporaneamente amministrato dal fratello Giovanni Senzaterra, gli sforzi diplomatici di Riccardo si concretizzarono grazie alla firma di una tregua nota come pace di Ramla. Siglata il 2 settembre 1192 e dalla durata di tre o cinque anni, essa riconosceva libertà di circolazione tra gli Stati crociati e le terre musulmane, compreso il diritto al pellegrinaggio disarmato, e accettava la signoria cristiana su una linea di terra che si estendeva da Tiro, nel moderno Libano, a Giaffa, oggi in Israele. L'obiettivo fondamentale della crociata, ovvero la riconquista di Gerusalemme, non riuscì ai cristiani e, pertanto, la crociata si rivelò un parziale fallimento. Tra i successi inattesi rientrò però la conquista di Cipro, compiuta da Riccardo prima di sbarcare ad Acri; l'isola rimase in mano cristiana fino al 1571, quando fu conquistata dall'Impero ottomano. Dalla parte musulmana, Saladino era riuscito a riconquistare Gerusalemme e aveva unito la Siria e l'Egitto, ma all'indomani della sua morte questi risultati si vanificarono per qualche anno.
Nonostante i risultati deludenti, la terza crociata fu quella che radunò il maggior numero di cristiani e mai più si ripeté una spedizione in Terrasanta di simili proporzioni. Tale fama si diffuse probabilmente per via della presenza di due figure carismatiche al comando dei rispettivi schieramenti, ovvero Riccardo d'Inghilterra e Saladino. Nella speranza di riscattarsi dall'insuccesso, i tedeschi pianificarono una nuova crociata nel 1197, la cui conseguenza significativa fu la sola riconquista di Beirut. Una spedizione dalle proporzioni maggiori rispetto a quella del 1197 ebbe luogo nel 1204, la quarta crociata, che venne tuttavia dirottata dai Veneziani contro Costantinopoli.

## Antefatti
Dopo la fine della seconda crociata, l'atabeg (governatore) di Aleppo Norandino, della dinastia zengide, si era assicurato il controllo della vicina Damasco e aveva gradualmente unificato la Siria. Tra i vari fattori che consentirono questo risultato si deve segnalare il suo progetto di rafforzamento dell'esercito, in quanto egli chiamò al suo servizio moltissimi turcomanni e curdi.

### La conquista siriana dell'Egitto

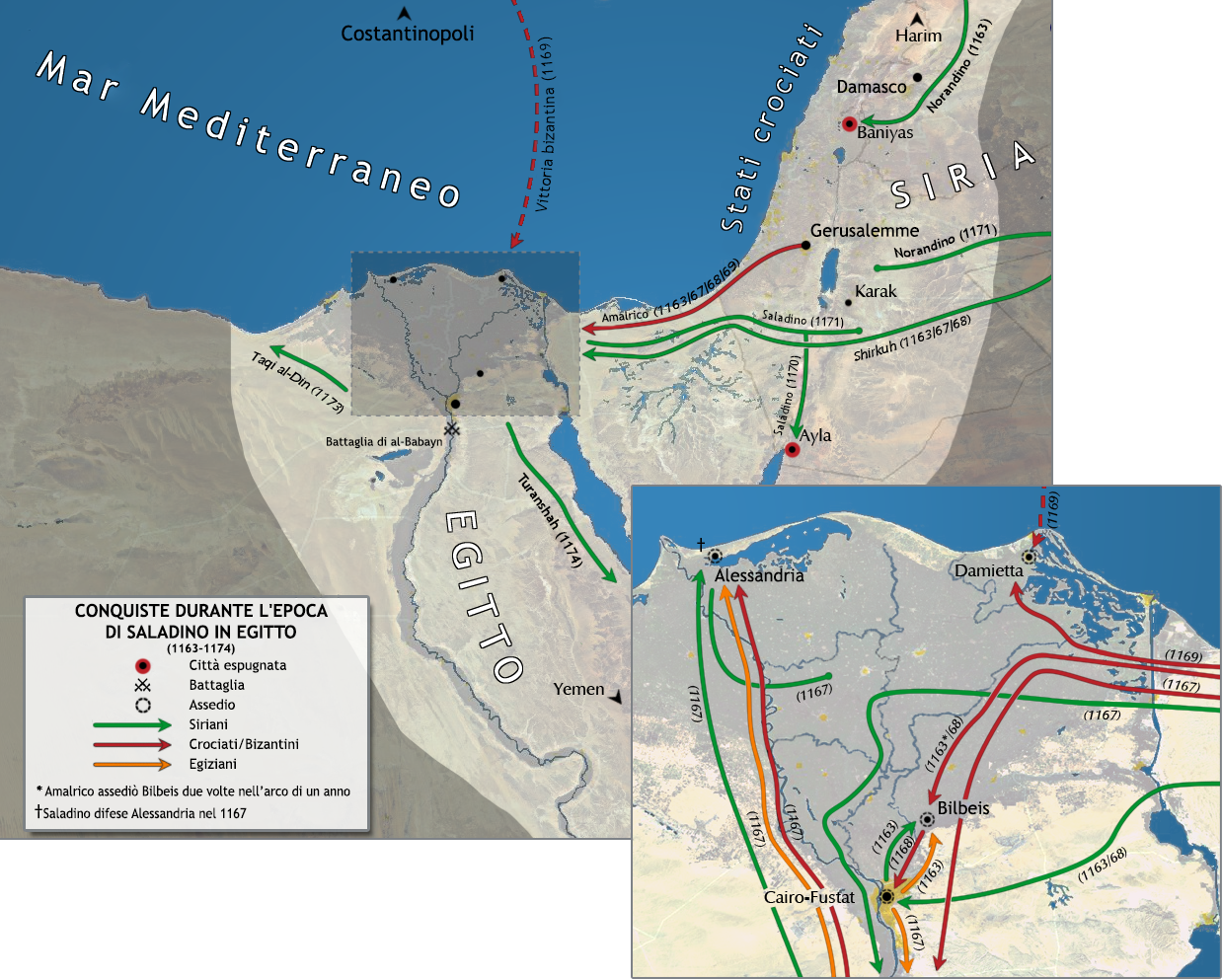
Le campagne compiute in Egitto tra il 1163 e il 1174 da crociati e musulmani

Desideroso di espandere i propri domini, Norandino aveva esteso le sue mire all'Egitto, dominato dal X secolo dalla dinastia dei Fatimidi e tribolato da una difficile situazione politica. Anche tra i crociati si diffuse presto l'idea di spingersi in quella regione, soprattutto su impulso del re di Gerusalemme Amalrico I. Come altri, egli era consapevole che ormai una Siria musulmana unita aveva ben poche speranze di essere conquistata celermente, motivo per cui si orientò verso un nuovo obiettivo. La prima campagna, compiuta da Amalrico nel settembre del 1163, fu soltanto di avanscoperta e venne interrotta dalle inondazioni causate dal Nilo. Malgrado ciò, Amalrico intuì che vi era la possibilità di insediarsi stabilmente in Egitto.
Nel frattempo il visir egiziano Shawar, cacciato dal suo rivale Ḍirghâm, raggiunse la Siria e implorò Norandino di inviargli aiuti. Norandino inviò dunque un esercito in Egitto guidato dal suo fedele luogotenente curdo Shīrkūh, il quale condusse con sé il giovane nipote Yūsuf ibn Ayyūb (che in futuro si farà chiamare col suo laqab di Ṣalāḥ al-Dīn, latinizzato in Saladino), permettendo al visir Shāwar di tornare al potere. Tuttavia, sentendosi minacciato dalle truppe di Shīrkūh, accampate alle porte del Cairo, il visir ruppe l'accordo stretto con Norandino e invocò nel 1164 l'aiuto di re Amalrico di Gerusalemme.

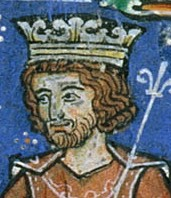
Il re Amalrico (1136-1174) in una miniatura del XIII secolo

Nel tentativo di distogliere l'attenzione dei crociati da Bilbeys, la città dove si trovava Shīrkūh, Norandino attaccò il Principato d'Antiochia, massacrando molti soldati cristiani e catturando numerosi condottieri crociati nella battaglia di Harim. Norandino non volle tuttavia spingersi direttamente contro Antiochia, temendo che ciò avrebbe scatenato l'intervento dell'imperatore bizantino Manuele I Comneno. Poiché Amalrico aveva compreso che, se la sua assenza si fosse prolungata, avrebbe perso ulteriori terre, propose un accordo a Shīrkūh, ai sensi del quale entrambi avrebbero dovuto lasciare l'Egitto e preservare lo status quo. Il generale curdo, allo stremo delle forze e a corto di viveri, decise di accettare, lasciando nel novembre del 1164 l'Egitto in mano a Shāwar.
Nel 1167 Norandino mandò nuovamente Shīrkūh a conquistare l'Egitto, di nuovo affiancato dal giovane Saladino. Ancora una volta Shāwar chiamò Amalrico in suo soccorso, e il re di Gerusalemme tentò di colpire il nemico a più riprese. Le forze cristiane ed egiziane riuscirono a fermare Shīrkūh, sia pur senza sconfiggerlo definitivamente, costringendolo a ripiegare verso Alessandria. Alla fine Shīrkūh inviò Saladino a negoziare; il giovane si dimostrò un abile diplomatico, e strinse un accordo ai sensi del quale i musulmani avrebbero lasciato l'Egitto via mare grazie a un salvacondotto. Nell'ottobre del 1168 Amalrico decise di rompere l'alleanza con Shāwar e di scagliarsi contro l'Egitto, invogliato dalla prospettiva di arricchirsi di bottino e reliquie, ma privo del supporto di ulteriori rinforzi. Fu così che Shāwar si rivolse al suo vecchio nemico Norandino per difendersi dal voltafaccia di Amalrico. Non disponendo di forze sufficienti per tenere a lungo il Cairo sotto assedio, Amalrico decise infine di ritirarsi. Nel frattempo, la nuova alleanza aveva permesso a Norandino di estendere il proprio controllo a tutto il Nord della cosiddetta Mezzaluna Fertile e, grazie alla debolezza di Shāwar, a porre una pesante ipoteca sull'Egitto.

### L'ascesa del Saladino e la crisi dei crociati

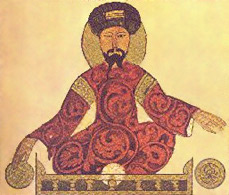
Saladino (1138-1193), dal 1174 sultano d'Egitto e di Siria, in un codice arabo del XII secolo

Shāwar venne condannato a morte per la sua alleanza con i cristiani, mentre Shīrkūh gli succedette in qualità di visir d'Egitto. Tuttavia, nel 1169, Shīrkūh morì dopo solo alcune settimane di governo a causa forse di una forte indigestione. A succedergli nella carica fu il nipote Saladino, un uomo salito al potere a trentun anni e poco conosciuto dal popolo egiziano. Col passare del tempo Norandino si pentì della sua decisione, in quanto iniziò a considerare Saladino un personaggio eccessivamente ambizioso. Nelle due volte in cui l'atabeg lo sollecitò a collaborare nell'assedio del Krak dei Cavalieri, il sovrano d'Egitto addusse in entrambi i casi pretesti (ancorché abbastanza fondati) che ne impedirono la conquista.
Norandino pensò di allestire una spedizione contro il suo sottoposto, ma morì nel 1174, lasciando il suo impero al figlio undicenne al-Ṣāliḥ Ismāʿīl. A Saladino venne offerta l'opportunità d'inserirsi nelle lotte scoppiate in Siria dopo la morte di Norandino Ibn al-Muqaddam, custode di al-Ṣāliḥ Ismāʿīl, accolse Saladino a Damasco e Saladino si propose come tutore del giovane emiro, concentrandosi subito sulla riconquista dei territori che si erano dichiarati autonomi dopo la morte di Norandino. L'ascesa di Saladino non fu facile, ma le conquiste compiute in Siria e nella Mesopotamia settentrionale gli consentirono di rafforzare il proprio potere. Gradualmente si assicurò tutta la Siria, rimpiazzando la «confusa congerie di staterelli»; ristabilito un governo unitario in Siria, poté unirla all'Egitto sotto il suo comando.

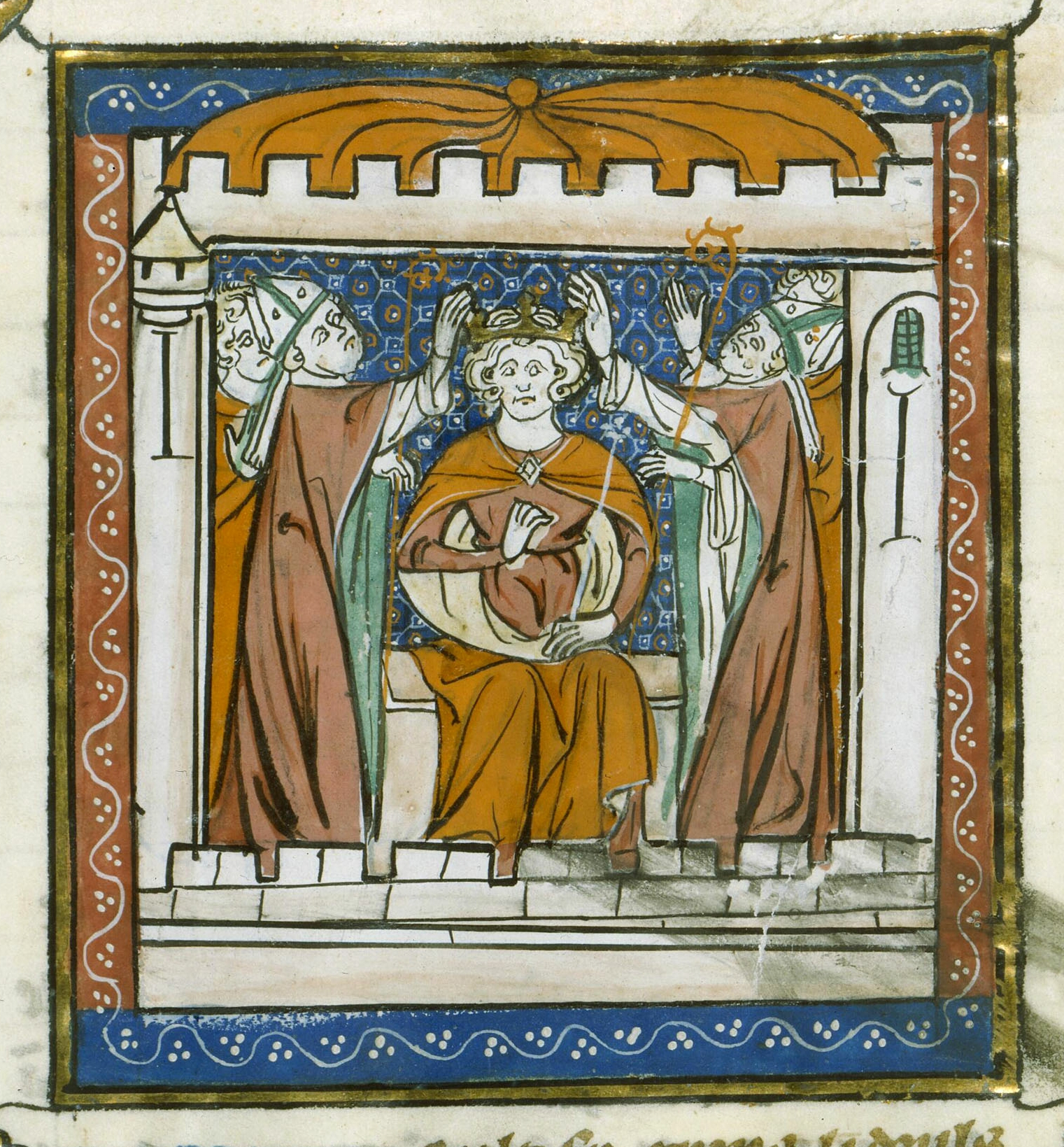
Miniatura raffigurante l'incoronazione di Baldovino IV di Gerusalemme (1161-1185), detto "il Lebbroso", tratta da un'edizione del XIV secolo della Historia rerum in partibus transmarinis gestarum di Guglielmo di Tiro

L'influente re Amalrico era anch'egli morto nel 1174, lasciando il trono di Gerusalemme al figlio quasi tredicenne Baldovino IV. Il mondo crociato si trovava diviso sulle scelte da intraprendere, con una fazione più propensa a stipulare una pace con i musulmani, ritenendo che non ci fossero le condizioni per combattere, e un'altra più intransigente e oltranzista. Fu quest'ultimo partito a prevalere, tanto che le spedizioni militari dirette contro l'Egitto si susseguirono incessantemente dal 1175 al 1178. Negli anni immediatamente successivi le battaglie terminarono con esiti favorevoli all'una o all'altra parte a seconda delle occasioni: il 25 novembre del 1177, nella battaglia di Montgisard prevalsero i crociati, mentre il 10 giugno 1179 i musulmani ebbero modo di rifarsi a Marjayoun.
Benché nel 1181 fosse stata suggellata una tregua, il principe di Antiochia Rinaldo di Châtillon, rifiutando l'esito delle trattative e deciso a continuare a trarre profitto dai saccheggi, proseguì nelle aggressioni alle carovane che transitavano nella cosiddetta valle della Buqā'ya; tra queste, colpì una di pellegrini che intendevano recarsi alla Mecca per ilhajj. La fragile situazione politica crociata permise a Rinaldo di estendere la sua attività corsara fino al Mar Rosso, con le sue galee che rendevano estremamente rischiosa la navigazione ai musulmani di strada verso la città santa dell'Islam. Le violenze perpetrate contro gli inermi pellegrini suscitarono un vivo odio in tutto il mondo musulmano nei confronti di Rinaldo, e pare che anche Baldovino IV si fosse scandalizzato per l'attività del principe. Pur avendogli intimato di cessare le proprie scorrerie, Rinaldo disobbedì e spinse Saladino ad attaccarlo; Baldovino accettò la richiesta di aiuto rivoltagli da Rinaldo e giunse in soccorso del principe. Tale scenario fece sì che le ostilità ricominciassero nel 1182 e nel 1183. Nel 1185, infermo da anni perché malato di lebbra, Baldovino IV morì e il trono passò al nipote Baldovino V, al tempo solo un bambino di cinque anni. La reggenza di Gerusalemme fu dunque tenuta dal conte Raimondo III di Tripoli.
L'anno seguente anche Baldovino V perì e gli subentrò la principessa Sibilla di Gerusalemme (sorellastra di Baldovino IV e madre di Baldovino V), che nominò a sorpresa come re consorte il suo nuovo marito, Guido di Lusignano, nel settembre o ottobre del 1186. La divisione interna al mondo crociato era stata più che mai evidente prima dell'avanzata di Saladino verso Gerusalemme. Uno dei dualismi più tangibili fu quello conflittuale tra Guido di Lusignano e Raimondo III di Tripoli, insorto a seguito della morte di Baldovino V: Raimondo si era infatti rifiutato di riconoscere l'autorità di Guido come re di Gerusalemme. Furono soltanto i baroni a distogliere Guido dalla prospettiva di scatenare una guerra con Raimondo, che nel 1186 siglò «un patto di sicurezza e garanzia» con Saladino.

### La caduta del Regno Latino

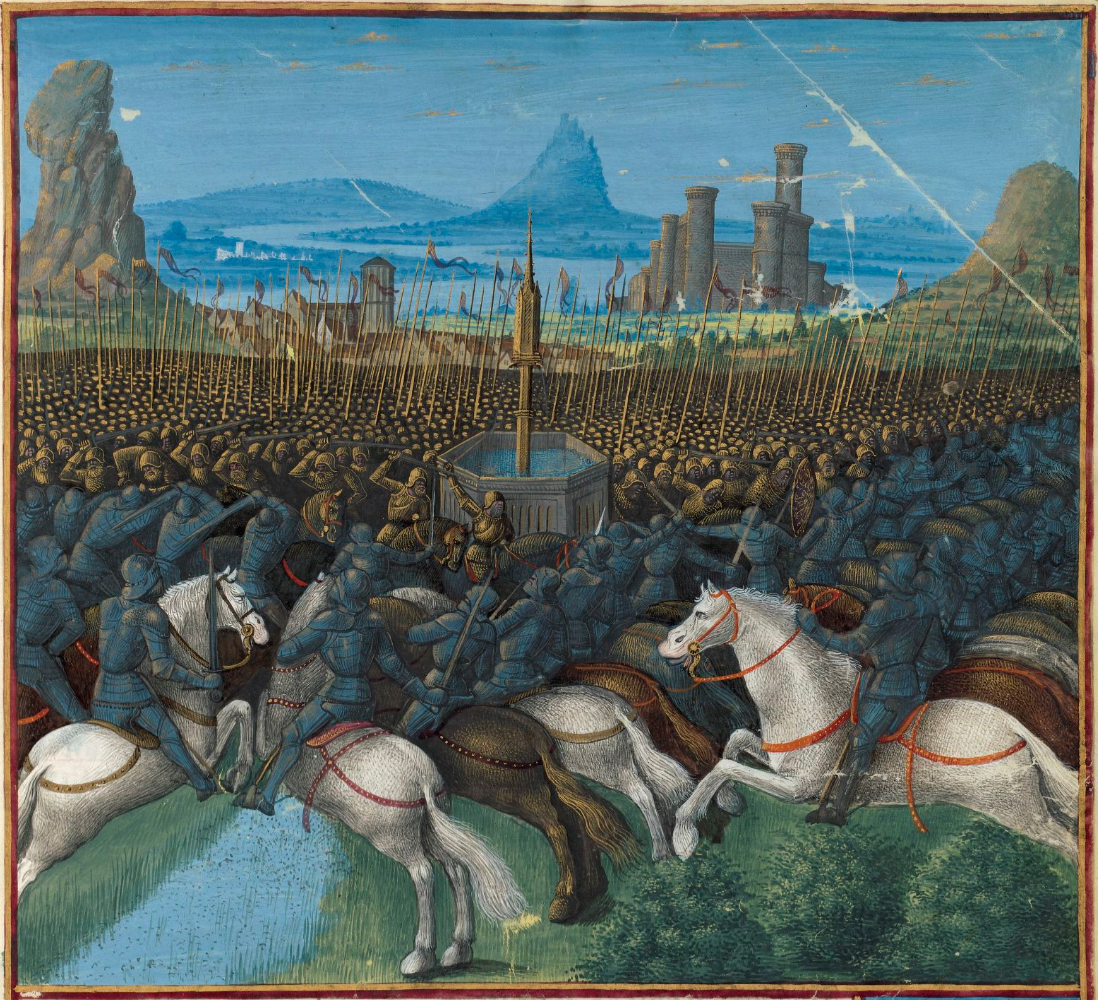
La battaglia di Ḥaṭṭīn in un manoscritto anonimo del XV secolo

Furono paradossalmente le azioni di Rinaldo di Châtillon, odiato sia da Guido sia da Raimondo, a spingere i due rivali ad accantonare le proprie divergenze. Rinaldo aveva assaltato in periodo di pace un'altra ricca carovana, privando della libertà i membri del convoglio; Saladino intimò quindi che i prigionieri venissero liberati e il carico restituito. Pure Guido diede ordine che i malcapitati fossero rilasciati, ma anche la richiesta del sovrano rimase inascoltata. Saladino non attendeva altro che un pretesto per rompere la pace e scatenare un'offensiva verso nord e, il 13 marzo 1187, dichiarò dunque guerra ai crociati, muovendosi da Damasco. La situazione impose ai cristiani di accantonare temporaneamente i propri dissidi, in quanto si diceva che il sultano curdo fosse alla testa di un «esercito enorme, simile a un oceano». La sconfitta riportata dal Gran maestro dei Templari Gerardo di Ridefort a Cresson, nei pressi di Nazareth, il 1º maggio 1187, acuì il problema. Si comprese che Saladino mirava a Gerusalemme e che il suo interesse per la città era determinato da motivi religiosi e strategici. Fu solo all'ultimo momento che Guido di Lusignano e un riluttante Raimondo III si riconciliarono, concentrando le reciproche truppe a disposizione a Sefforis, al centro della Galilea, a metà strada tra la città di Tiberiade e il mare. «Questa sorta di mobilitazione generale» consentì di contare su circa 1 500 cavalieri e 20 000 fanti, oltre ovviamente alle sentinelle del posto.
La gravità della situazione imponeva ai crociati di respingere il nemico in tempi rapidi, con lo scontro decisivo che ebbe luogo il 4 luglio e passò alla storia come battaglia di Hattin. Raimondo riuscì a scampare alla disfatta, mentre invece i principali responsabili della sconfitta, ovvero Guido di Lusignano, Rinaldo di Châtillon e Gerardo di Ridefort, finirono prigionieri. Pur avendo trattato con cortesia i baroni e il re, l'odiato Rinaldo fu apostrofato a male parole da Saladino e, quando l'aristocratico cristiano rispose con iattanza, «il sultano lo decapitò di propria mano». Saladino ordinò che i cristiani catturati non venissero uccisi e il suo ordine fu rispettato. Molti dei prigionieri giunsero a Damasco, per essere venduti come schiavi; pare che il loro prezzo discese così tanto che addirittura si riferisce di un tale che ne comprò uno scambiandolo con un paio di sandali. Guido fu invece trattenuto prima a Naplusa e poi a Laodicea, salvo venire liberato nel 1188 per le insistenti suppliche rivolte da sua moglie, Sibilla di Gerusalemme. Non fu un gesto mosso dalla pietà: Saladino immaginava infatti che la liberazione di Guido avrebbe causato scompiglio nel mondo cristiano, e le sue future lotte personali per preservare il titolo regale dimostrarono che il calcolo del sultano era stato più che sensato.

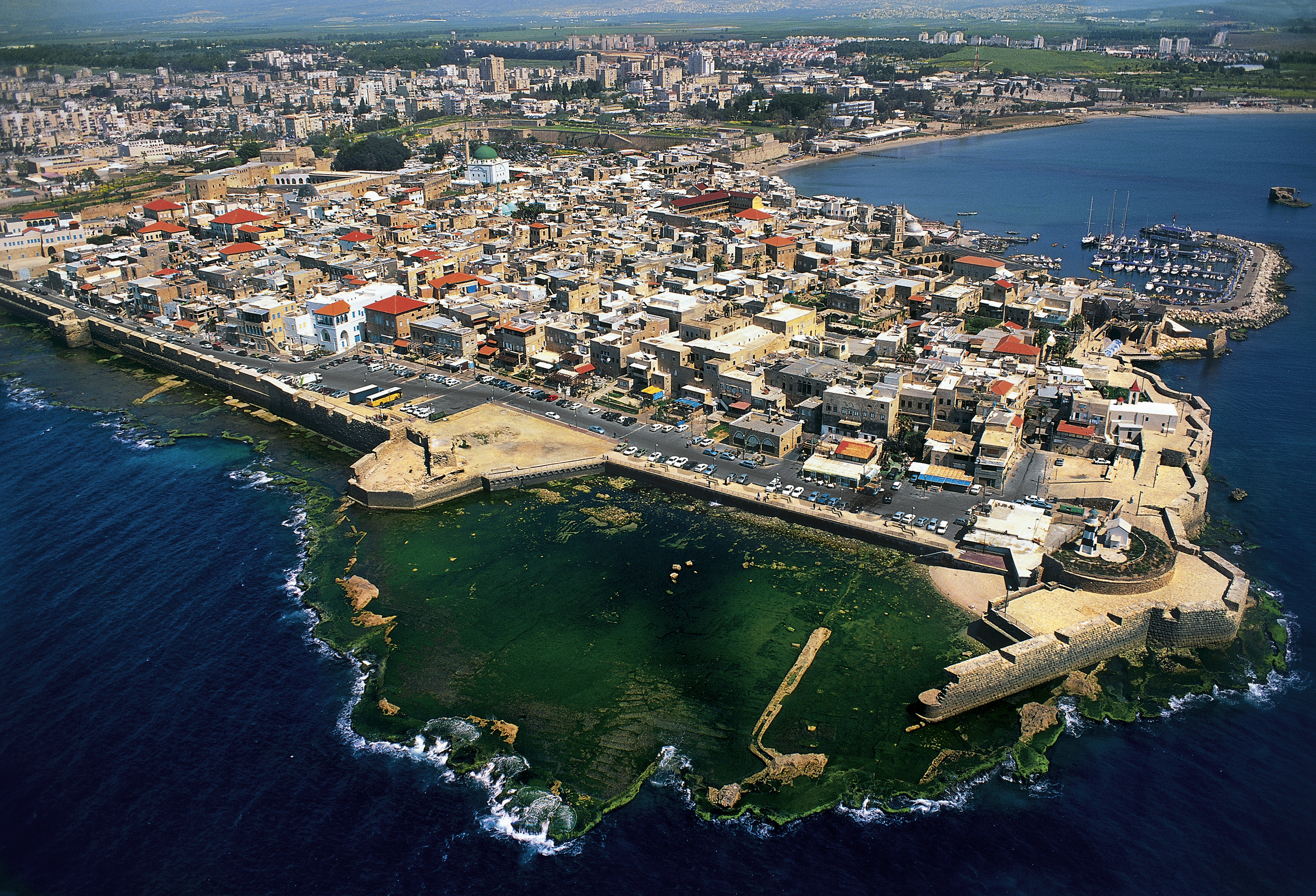
La città vecchia di Acri, espugnata da Saladino il 10 luglio 1189

La disfatta di Ḥaṭṭīn si tramutò in «un disastro senza precedenti». Con la cavalleria crociata sterminata e il grosso dell'esercito cristiano annientato, Saladino si impadronì prima dell'importante città costiera di San Giovanni d'Acri il 10 luglio, dopodiché di Beirut (6 agosto 1187) e infine degli altri porti del Libano. Il 5 settembre, a seguito di lunghi combattimenti, fu presa anche Ascalona. Quando infine Saladino si presentò dinanzi alle porte di Gerusalemme, non desiderava combattere e offrì ai cristiani la possibilità di arrendersi, avendo salva la vita. I difensori non volevano però cedere il possesso della città senza lottare, motivo per cui ingaggiarono battaglia. Dopo due settimane la resistenza si rivelò impossibile da proseguire e, il 2 ottobre 1187, gli occupanti si arresero. Ancora una volta si evitarono spargimenti di sangue dei prigionieri cristiani, su ordine di Saladino: fu loro permesso di riscattarsi pagando una somma in denaro, invero relativamente bassa. Poiché alcuni poveri non potevano comunque permettersela, il sultano si dimostrò magnanimo e rilasciò molte di queste persone senza pretendere alcun riscatto.
Frattanto i cristiani sopravvissuti alla disfatta di Ḥaṭṭīn si erano asserragliati a Tiro, la città più fortificata lungo la costa. Il sultano tergiversò, temendo che assalirla potesse comportare un lungo assedio. Ciò diede agli occupanti di Tiro, aiutati dell'arrivo di alcuni rinforzi, organizzati da Corrado del Monferrato, il tempo di prepararsi adeguatamente e respingere l'assedio che ebbe luogo tra il novembre del 1187 e il gennaio del 1188. Ciò nonostante, la situazione cristiana appariva disperata, se si tengono presenti le grosse perdite patite e la circostanza che i pochi presidi sfuggiti all'avanzata di Saladino (Tiro, Tripoli e Antiochia) sembravano comunque prossimi alla conquista islamica.

## I preparativi

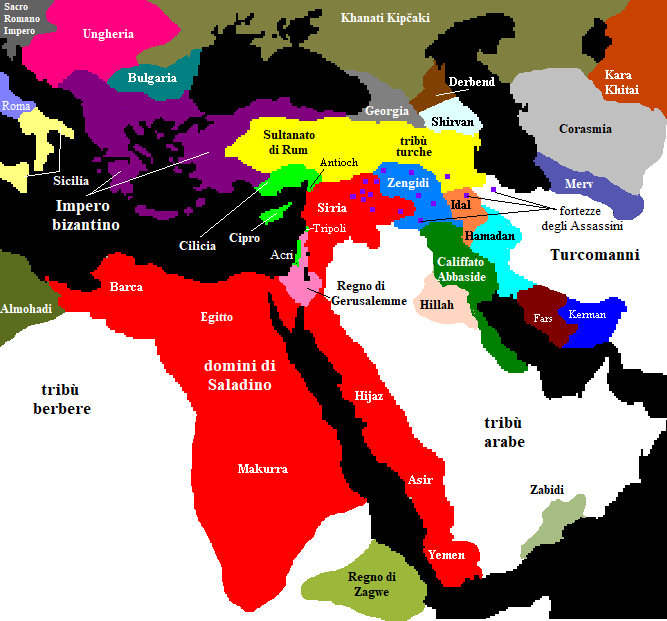
Il Vicino e il Medio Oriente nel 1190 circa. L'impero di Saladino e i suoi vassalli in rosso, mentre le terre sottratte agli Stati crociati tra il 1187 e il 1189 in rosa. Il verde chiaro indica i territori crociati sopravvissuti alla morte di Saladino

Secondo la tradizione, papa Urbano III morì di apoplessia il 20 ottobre 1187 alla notizia di questi avvenimenti, facendo appena in tempo a concludere la scrittura dell'enciclica Audita tremendi. Il nuovo pontefice, Gregorio VIII, disse che la caduta di Gerusalemme era da considerare come il castigo di Dio per i peccati dei cristiani in Europa. Si decise dunque di allestire i preparativi per una nuova crociata: Enrico II d'Inghilterra e Filippo II di Francia posero fine alla guerra che li vedeva contrapposti ed entrambi imposero sui loro sudditi la cosiddetta decima di Saladino, «una tassa del dieci per cento sulle entrate e i beni mobili» funzionale a finanziare la spedizione. Il solo arcivescovo di Canterbury Baldovino di Exeter, attraversando il Galles, riuscì con grande fervore a convincere numerosi uomini a partire alla volta della Terrasanta (come racconta Giraldo Cambrense nel suo Itinerario). A Gisors, il 22 gennaio 1188, il re di Francia Filippo Augusto e il re Enrico II di Inghilterra appianarono temporaneamente le proprie divergenze e decisero di partire per la crociata.
Le iniziative più celebri di partecipazione alla terza crociata coinvolsero l'imperatore del Sacro Romano Impero e i re di Francia e d'Inghilterra, ma vi furono diversi gruppi di combattenti europei che si spinsero anch'essi in Terra Santa con la speranza di riconquistare Gerusalemme. Si pensi al caso dei Pisani, guidati dal loro arcivescovo Ubaldo Lanfranchi, che furono raggiunti nella tarda estate del 1189 dai Genovesi e dai Veneziani. Nel corso dell'estate, arrivarono vari Francesi e Borgognoni, fra cui ad esempio Tebaldo V di Blois e suo fratello Stefano I di Sancerre. Il 1º settembre approdò anche una numerosa flotta che trasportava vari Frisoni e Danesi (stimati, in maniera esagerata, in circa 500), di cui solo un centinaio sopravvisse alla crociata. Durante il viaggio, essi avevano conquistato Alvor, sottraendola ai musulmani per conto del Portogallo. Anche una piccola flotta composta da combattenti londinesi lasciò il Tamigi in agosto e giunse in Portogallo un mese più tardi. Qui, come già accadde un quarantennio prima ad altri inglesi, accettarono di servire temporaneamente il re portoghese Sancho I, il quale grazie al loro aiuto poté sottrarre agli Almohadi il castello di Silves, situato a est del Capo di San Vincenzo. Il 2 settembre approdò oltremare un grande barone dell'Hainaut, Giacomo d'Avesnes, con alcuni Fiamminghi; «soldato di grande fama», divenne uno dei comandanti della crociata. Completarono poi il loro viaggio i Bretoni e, poco dopo, alla metà del mese di settembre, fecero la propria comparsa vari baroni francesi. Il 24 sopraggiunsero l'arcivescovo di Ravenna Gerardo e il langravio di Turingia Ludovico III, subentrato poi a Giacomo d'Avesnes alla testa della crociata. Il 29 settembre, i Londinesi che avevano contribuito a conquistare Silves proseguirono la navigazione attraverso lo stretto di Gibilterra e giunsero a destinazione qualche tempo dopo. Gli ultimi a chiudere il proprio viaggio furono altri Danesi, accompagnati da un nipote non meglio specificato di re Canuto VI.
Gli arrivi si interruppero durante l'inverno, ma ripresero nella primavera del 1190. Il conte Enrico II di Champagne, alla testa di un numeroso contingente composto da gran parte delle forze del re capetingio Filippo Augusto, giunse il 27 luglio e assunse immediatamente il comando. Arrivarono inoltre alcuni normanni, distintisi quando intercettarono una nave musulmana carica di rinforzi e viveri per Acri, il 6 giugno 1191. L'afflusso continuo e costante di uomini, navi, mezzi di ogni sorta (tra cui gli elementi per costruire le macchine d'assedio) si trascinò per tutti i mesi in cui si attese l'arrivo dei principali tre monarchi europei che avevano deciso di partecipare alla crociata.

## Svolgimento del conflitto

### La crociata del Barbarossa

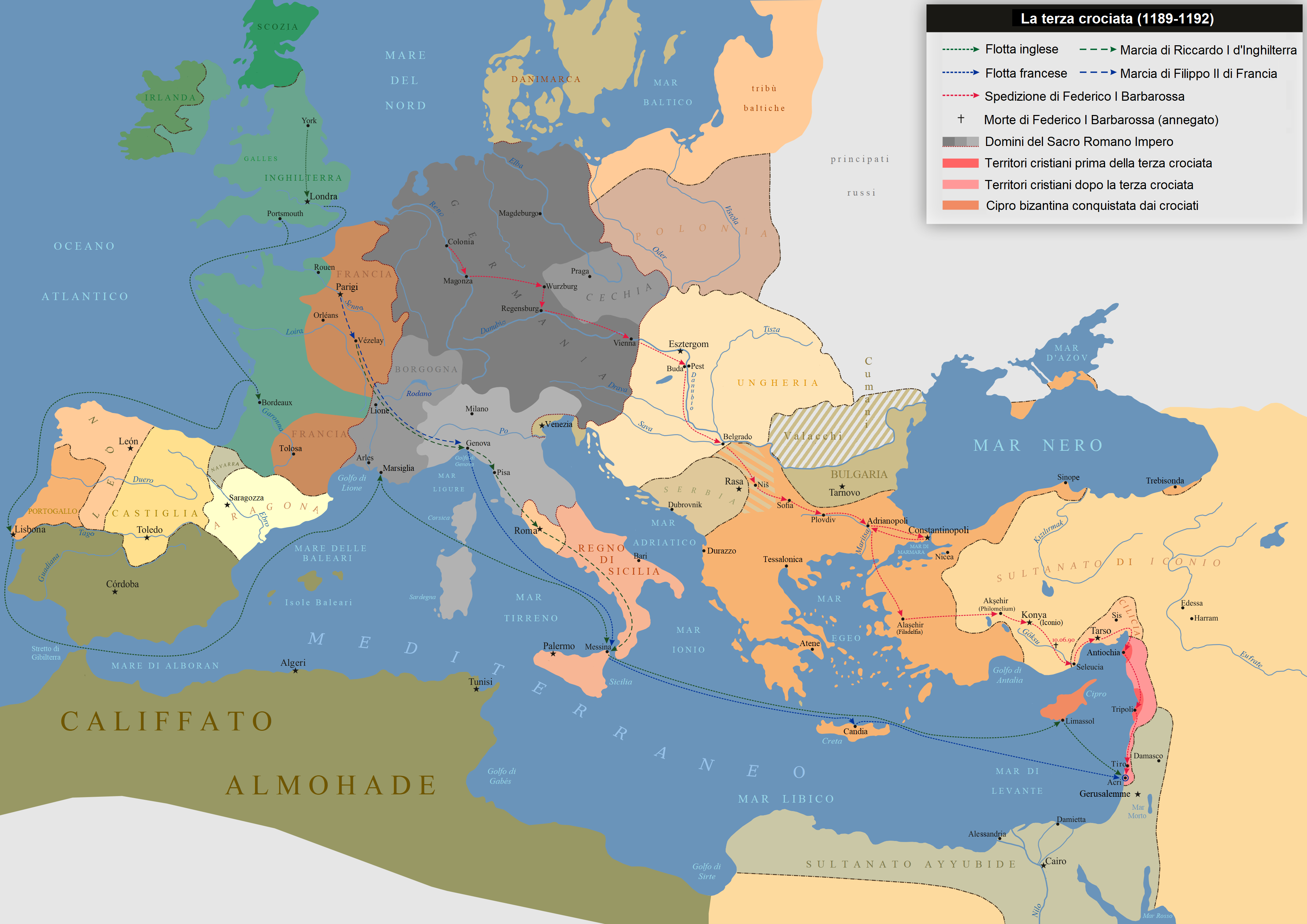
Cartina che mostra le rotte percorse dai diversi sovrani che parteciparono alla terza crociata

Anche l'ormai vecchio imperatore Federico Barbarossa decise di rispondere immediatamente all'appello del papa. Veterano della crociata, aveva già partecipato quarant'anni prima alla spedizione di suo zio, Corrado. Ricevuta la croce nella cattedrale di Magonza il 27 marzo 1188, si dice che in quel giorno altri 13 000 uomini (di cui 4 000 cavalieri) fecero voto di partecipare alla spedizione. Lasciò come reggente alla guida dell'impero il primogenito Enrico VI, già incoronato re dei Romani e d'Italia, oltre a riconciliarsi con il pontefice nel marzo-aprile del 1189. Tra i tre sovrani che si impegnarono a compiere la crociata, fu il primo a partire l'11 maggio 1189 alla volta della Terra Santa, accompagnato da Federico VI di Svevia, suo figlio secondogenito, da Leopoldo V d'Austria e da molti vassalli. Federico era riuscito a radunare un totale di uomini così numeroso (stimato in 20 000 cavalieri, altrettanti fanti e forse 6 000 o 7 000 civili) che non gli fu possibile trasportarlo via mare. Prendendo con cautela le cifre irrealistiche, Franco Cardini ha ritenuto verosimile che tutti i partenti fossero intorno ai 20 000. È certo che il suo esercito, ritenuto dalla Historia de expeditione Friderici imperatoris di Ansberto «ben armato e ben disciplinato, [...] era il più grande di quanti fossero mai partiti per una crociata», se considerato come singolo corpo di spedizione. Non si deve poi ignorare che il viaggio via mare si sarebbe rivelato eccessivamente dispendioso, lento (realizzare una flotta avrebbe richiesto anni) e rischioso, poiché i porti del Mediterraneo orientale erano tutti in mano ai bizantini o ai saraceni. Perciò l'imperatore pianificò di attraversare via terra l'Asia Minore, passando per l'Ungheria e i Balcani. Federico incontrò di persona il re Béla III e i toni furono particolarmente distesi e cordiali. Su sollecito dell'imperatore, Béla liberò suo fratello Géza, recluso in passato perché desiderava spodestarlo, e lo inviò con i tedeschi al comando di 2 000 ungheresi che avevano deciso di partecipare alla crociata.
L'esercito tedesco attraversò il regno magiaro senza particolari difficoltà e, il 23 giugno 1189, arrivò nell'impero bizantino di Isacco II Angelo, dopo aver superato il Danubio nei pressi di Belgrado. I dissidi tra i romei e i tedeschi si verificarono non appena fu varcato il confine con l'Ungheria. La regione balcanica era solo nominalmente sotto il controllo bizantino, poiché era scoppiata una grande insurrezione guidata da serbi e bulgari e vari gruppi di banditi avevano seminato il terrore in zona. Quando alcune bande attaccarono le pattuglie tedesche, Federico entrò in contatto con i comandanti degli insorti (su tutti, il principe serbo Stefano Nemanja) e placò gli animi. Tuttavia, non appena tali notizie giunsero a Costantinopoli, Isacco II Angelo fu profondamente risentito delle alleanze che sembravano profilarsi tra Federico e i ribelli, motivo per cui iniziò a percepire i tedeschi come una minaccia. Ciò divenne ancora più tangibile a seguito dell'attacco tedesco a Filippopoli, espugnata con la forza dopo che a Federico era stato impedito l'accesso. Pare che nel frattempo Isacco stringesse stretti rapporti diplomatici con Saladino, immaginando di formare un'alleanza che di certo avrebbe suscitato scandalo in Occidente. Il patto avrebbe perseguito un duplice scopo: Isacco sperava sia di intimidire Federico Barbarossa sia di trovare un appoggio contro i Selgiuchidi, che premevano ai suoi confini orientali. Isacco fece prigionieri gli ambasciatori che chiedevano di far attraversare a Federico e al seguito lo stretto del Bosforo. I rapporti divennero molto tesi, tanto che Federico inviò una lettera alla Santa Sede, in cui chiedeva di proclamare una crociata contro Bisanzio. Di fronte all'ipotesi di dover fronteggiare un attacco organizzato dall'imperatore del Sacro Romano Impero e da qualche altro alleato occidentale, Isacco decise di rilasciare gli ambasciatori, chiedendo però ai tedeschi di attraversare lo stretto dei Dardanelli.
Nel marzo del 1190, i crociati lasciarono Adrianopoli e le terre saccheggiate nei dintorni, dopo essersi fermati per ben quattordici settimane, e raggiunsero Gallipoli il 22 dello stesso mese, questa volta senza particolari incidenti. Federico si convinse ad accantonare gli screzi insorti con Isacco e attraversò lo stretto sbarcando in Bitinia. Inoltratosi in Anatolia, Barbarossa proseguì per Filadelfia (l'attuale Alaşehir), al tempo la principale città dell'Asia minore sotto il controllo bizantino. Lì gli abitanti furono inizialmente ospitali, per poi mutare sensibilmente il proprio atteggiamento catturando, addirittura, alcune pattuglie isolate, spintesi lontano dal gruppo principale in cerca di rifornimenti. Il giorno seguente Federico inviò in città un ambasciatore per chiedere conto del comportamento; il governatore incolpò pochi sconsiderati e chiese misericordia per una città che si trovava sul confine tra cristianità e Islam, liberando i prigionieri. Questa volta Federico fu comprensivo e accettò le scuse, anche perché desideroso di avventurarsi quanto prima in territorio ostile.

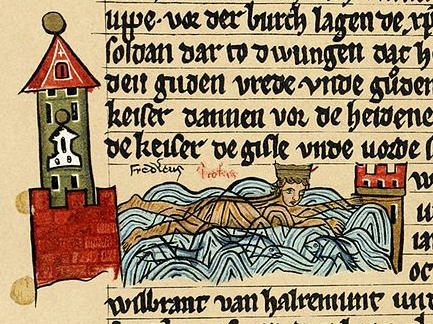
La morte di Federico Barbarossa (1122-1190) in un'illustrazione tratta dalla Sächsische Weltchronik

Dopo aver valicato il confine ed essere entrato in territorio selgiuchide, Federico ricevette delle rassicurazioni dal sultano locale Qilij Arslan II, il quale gli garantì libero passaggio nonostante fosse formalmente alleato di Saladino. Tuttavia Arslan non intendeva mantenere le sue promesse, e diede disposizioni affinché gli arcieri turchi effettuassero continue incursioni. Tale tattica si dimostrò efficace, considerando che l'approvvigionamento nemico venne minato e gli uomini di Federico stavano iniziando a sperimentare la sete e la fame. Il 18 maggio 1190 l'esercito tedesco sbaragliò comunque i turchi nella battaglia di Iconio e conquistò la capitale nemica (odierna Konya), benché il sultano sfuggisse alla cattura. Il 10 giugno seguente Federico morì in circostanze misteriose, probabilmente annegando dopo essere scivolato in acqua ed essere stato trascinato via dalla corrente del fiume Calicadno. Stando a una ricostruzione alternativa, il suo anziano fisico forse non resse l'impatto con le acque fredde del corso d'acqua e ciò gli provocò un attacco cardiaco. Suo figlio Federico VI di Svevia condusse l'esercito demoralizzato verso il Principato d'Antiochia, dove il corpo del Barbarossa fu sepolto nella chiesa di San Pietro. Fu proprio ad Antiochia che gran parte di quel che rimaneva dell'esercito tedesco si disperse, con grande gioia dei musulmani. Alcuni invece non vollero andar via dalla tappa appena raggiunta, perché stremati dal viaggio stancante e bramosi da tempo di potersi concedere del riposo in una città che offriva tanti svaghi. La fama dell'imperatore era stata tale che persino lo storico bizantino Niceta Coniata, ostile ai tedeschi, gli riservò un commosso elogio. Molti rinunciarono e tornarono in patria, altri furono colpiti da varie malattie ad Antiochia. Altri ancora, sia pur pochissimi, viaggiarono sotto il comando di Federico di Svevia verso Acri e si unirono a ottobre alle avanguardie francesi di Enrico di Champagne e normanne dei comandanti che agivano in vece del defunto Guglielmo II di Sicilia, oltre che tra le file degli uomini di Guido di Lusignano.

### L'arrivo di Filippo Augusto

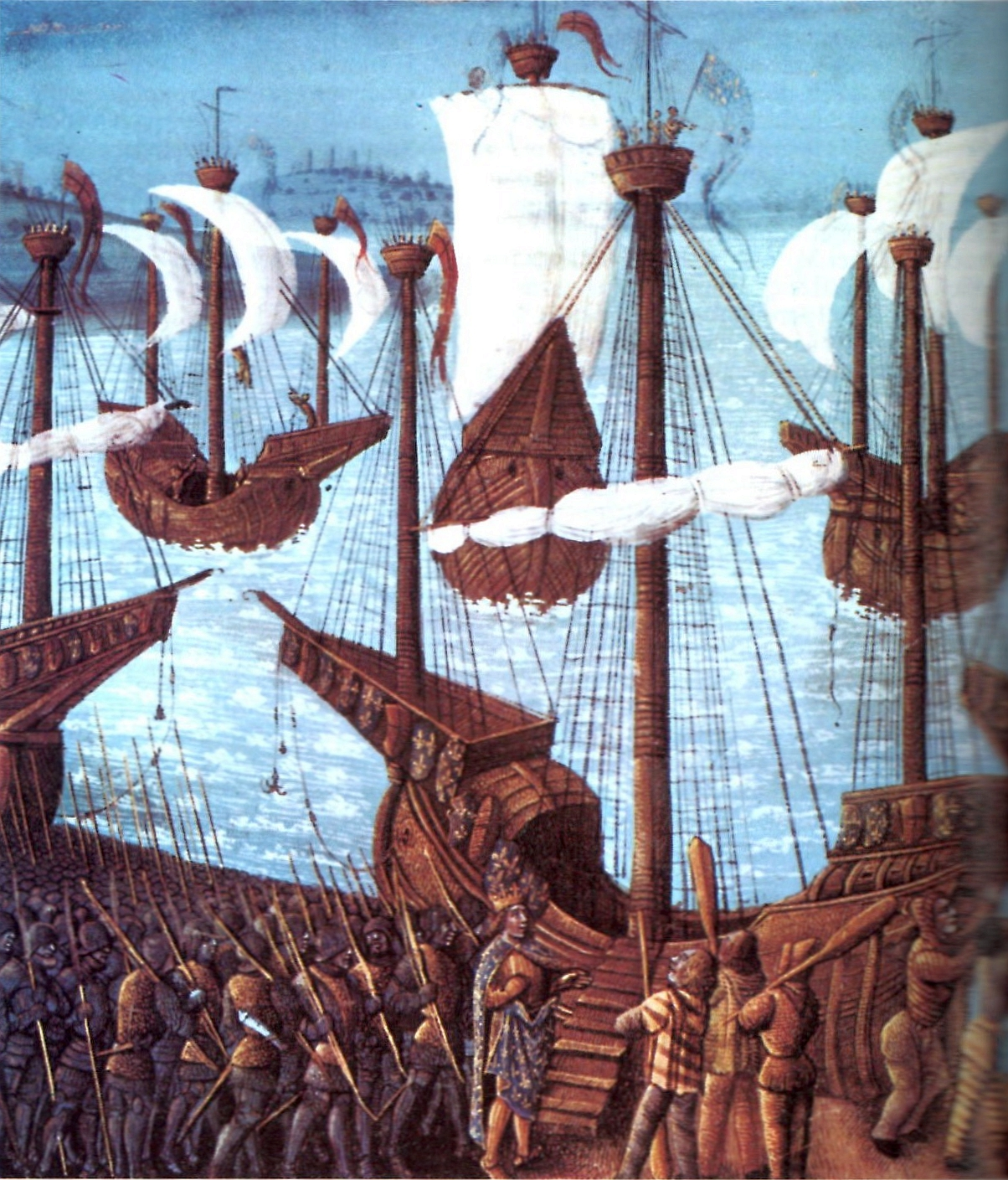
La partenza di Filippo Augusto di Francia (1165-1223) per la terza crociata. Miniatura realizzata nel 1490 da un autore anonimo e conservata presso la Biblioteca nazionale di Francia

A differenza di Federico Barbarossa, Filippo Augusto era tutt'altro che entusiasta alla prospettiva di una crociata. Avrebbe preferito piuttosto rimanere nel suo regno a fronteggiare le ambizioni dei potenti Angioini ma sapeva che, se si fosse rifiutato di partecipare alla spedizione, avrebbe perso il sostegno sia del papato sia della maggioranza dei suoi sudditi. Incontrò quindi il suo omologo inglese Riccardo I a Vézelay, tradizionale luogo di riunione dei pellegrini che partivano per Santiago di Compostela. I giorni trascorsi assieme furono vissuti in maniera serena fino a quando la tranquillità non fu turbata dalla notizia della morte di Federico Barbarossa. Probabilmente diffidando delle ambizioni di Riccardo, Filippo decise di accompagnarlo per un tratto di strada, finché nel luglio del 1190 i due si separarono a Lione. Filippo si diresse a Genova, dopo aver concordato di incontrarsi con Riccardo a Messina, dove il francese giunse agli inizi di settembre a seguito di una traversata tranquilla.
I due sovrani si rincontrarono in Sicilia tempo dopo. Quando insorsero tumulti tra i siciliani e Riccardo, e quest'ultimo ricevette un remunerativo risarcimento, Filippo non mancò di sfruttare le proprie abilità politiche e far valere «la clausola dei loro accordi che prevedeva la spartizione a metà di tutte le conquiste realizzate nel corso della spedizione congiunta». Quando comprese il carattere difficile del sovrano inglese, la cui soglia di sopportazione nei negoziati appariva decisamente scarsa, Filippo Augusto ne rimase negativamente impressionato. Entrambi i sovrani sembrarono comunque curarsi poco delle sorti dell'esercito crociato intento ad assediare Acri, come dimostra il fatto che essi preferirono svernare in Sicilia. In primavera, la flotta francese navigò dalla Sicilia fino a Tiro senza problemi, dove Filippo fu accolto da suo cugino Corrado del Monferrato. I due giunsero insieme ad Acri il 20 aprile, dove pianificarono l'attacco alla fortezza nemica. Filippo si preparò a sostenere un lungo assalto incentivando la costruzione di torri e di altre macchine d'assedio, rimandando l'attacco definitivo fino all'arrivo di Riccardo e dei suoi uomini.

### Il viaggio di Riccardo

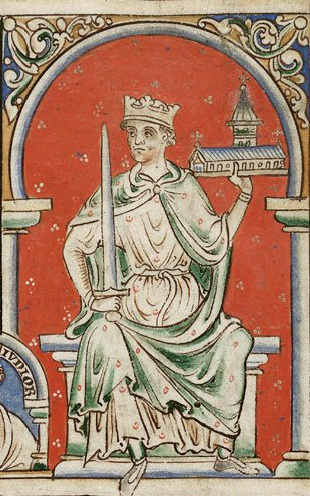
Riccardo I d'Inghilterra (1157-1199) in una miniatura del XIII secolo

Enrico II era morto il 6 luglio 1189, stroncato da una malattia in tempi brevi, e gli era succeduto suo figlio Riccardo I il 3 settembre dello stesso anno. Ereditata la corona d'Inghilterra, mentre Federico Barbarossa era già in marcia, il nuovo re cominciò subito a raccogliere fondi per finanziare la crociata. Non è noto se l'esercito che radunò (si parla di 8 000 uomini) appariva più numeroso di quello capetingio. Nel luglio del 1190, dopo essersi separato dal re di Francia a Lione, riuscì a raggiungere Marsiglia, dove contava sull'arrivo di una flotta inglese, incaricata di circumnavigare la Spagna e di raggiungerlo nella città costiera francese. Tuttavia la flotta inglese arrivò con forte ritardo soltanto il 22 agosto, quando Riccardo aveva ormai optato di attraversare via terra l'Italia fino a Salerno, da cui si imbarcò poi per Messina.
Mentre si avvicinava alla destinazione, Riccardo era stato informato che a governare in Sicilia era re Tancredi, il conte di Lecce succeduto al già citato Guglielmo II nel 1189. Tancredi aveva fatto prigioniera Giovanna d'Inghilterra, moglie di Guglielmo II e sorella di Riccardo, e ne aveva confiscato la dote, che desiderava incamerare per intero; poco tollerava la presenza di Giovanna, in quanto la nobildonna si era rivelata una figura ingombrante a corte. Quando Riccardo chiese la liberazione della sorella furono intavolati dei negoziati tra lui e il re di Sicilia, con Filippo Augusto come mediatore. Il sovrano inglese si dimostrò però del tutto privo di pazienza, tanto che quando gli venne riferito di essere stato insultato da numerosi cittadini di Messina, decise di ricorrere alla forza per ottenere ciò che desiderava. Scoppiati dei dissidi con i messinesi, il 3 ottobre Riccardo si convinse ad attaccare la città e la espugnò, saccheggiandone vari quartieri. In città si scontrò con Guglielmo II di Barres. Ottenuta la liberazione di Giovanna, il sovrano inglese fu a malincuore costretto a cedere alcuni dei beni che aveva confiscato ai messinesi, ma almeno poté beneficiare delle 20 000 once d'oro che Tancredi gli aveva pagato per farlo partire. Poco dopo aver lasciato la Sicilia, la flotta di Riccardo fu messa a dura prova da una violenta tempesta. Molte navi andarono perdute, mentre quella che trasportava Giovanna, sorella di Riccardo e vedova di Guglielmo II, Berengaria di Navarra, promessa sposa di re Riccardo, e che trasportava gran parte del tesoro accumulato per finanziare la crociata, fu costretta a trovare un approdo di fortuna nei pressi di Limisso, a Cipro.
L'isola nominalmente apparteneva all'impero bizantino, ma da cinque anni vi si era insediato Isacco Ducas Comneno come usurpatore; distaccatosi da Costantinopoli, egli si atteggiava a sovrano indipendente. Isacco rifiutò di fornire qualsiasi soccorso e ordinò di arrestare tutti i naufraghi, di confiscare tutte le merci e di non ottemperare alle richieste della regina Giovanna, che aveva richiesto di sbarcare per ottenere approvvigionamenti. Ripartito da Rodi, fu soltanto dieci giorni dopo gli eventi vissuti da Giovanna che Riccardo giunse a Cipro. Frustrato dal difficile viaggio, ancora una volta egli agì d'impeto e attaccò Limisso, arresasi il 6 o il 7 maggio 1191.
Isacco abbandonò la città e si rifugiò nella fortezza di Famagosta, da cui si dimostrò pronto a trattare con Riccardo, salvo poi rinnegare l'accordo stipulato non appena aver abbandonato l'accampamento inglese. Una volta tornato a Famagosta, Isacco si convinse che gli uomini a disposizione di Riccardo fossero pochi e intimò a Riccardo di andarsene al più presto. Il tradimento di Isacco scatenò una nuova reazione furibonda in Riccardo, che nel frattempo era stato raggiunto da altre navi crociate e che in pochi giorni conquistò l'intera isola. La campagna si concluse senza eccessivi problemi entro la fine del mese di maggio. Il bottino ricavato fu immenso e permise a Riccardo di esibire Isacco come prigioniero assieme alla moglie e alla figlia. Il 5 giugno il re inglese salpò per la Terra Santa e vi giunse l'8, ovvero sette settimane dopo il francese Filippo. Una volta incontratisi, Filippo domandò il possesso della metà dell'isola di Cipro a Riccardo, in virtù dell'accordo che prevedeva di spartire a metà gli eventuali bottini ricavati durante la crociata, ma l'inglese eluse la richiesta e i rapporti si inasprirono ulteriormente.

### L'assedio di Acri

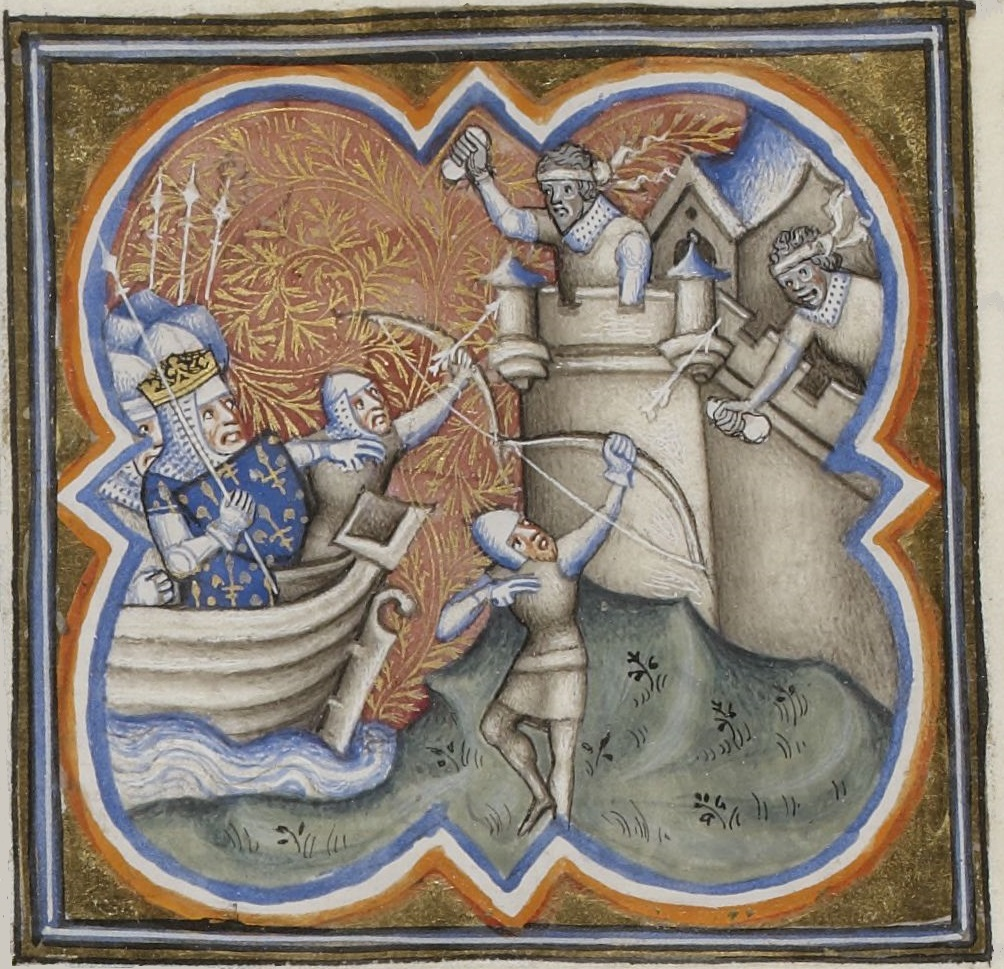
Illustrazione realizzata da un artista sconosciuto che ritrae l'assedio di Acri del 1189-1191

Quando nel maggio del 1188 fu liberato da Saladino, Guido di Lusignano tentò di porsi a capo delle forze cristiane presenti a Tiro, ma Corrado del Monferrato gli negò l'accesso e rifiutò di riceverlo. I sostenitori di Corrado ritenevano che la sua reputazione non potesse riscattarsi a seguito dell'infamante disfatta riportata ad Hattin, seguita per giunta da un periodo di prigionia. Guido decise dunque di prendere l'iniziativa e rivolgere la sua attenzione alla riconquista del fiorente porto di Acri. Con un piccolo numero di armati al seguito, perlopiù siciliani, arrivò a destinazione verso il 29 aprile del 1189. Saladino, impegnato nel frattempo in un infruttuoso attacco diversivo contro il castello di Beaufort, dovette ripiegare. Guido pose sotto assedio la città e si posizionò presso un'altura vicina, ricevendo altresì l'appoggio navale dei pisani e il supporto militare dei guerrieri di Tiro.
Non disponendo di sufficienti truppe per circondare Acri, i successivi mesi del 1189 furono abbastanza interlocutori per entrambi gli schieramenti, anche quando Filippo Augusto giunse in supporto dei crociati. La città aggredita rappresentava una preda difficile: situata su una penisola rocciosa volta verso sud e in una posizione strategica nel golfo di Haifa, era protetta dal mare a sud e ovest e dalle alte mura realizzate decenni prima dai crociati stessi. Durante l'inverno, gli eserciti alternavano scontri su piccola scala a momenti di fraternizzazione, arrivando addirittura «a conoscersi e a rispettarsi mutuamente». Di tanto in tanto si intraprendevano delle discussioni tra le controparti o si spedivano degli inviti ai nemici a feste e divertimenti organizzati nel campo avverso. Si trattava di uno scenario difficilmente comprensibile per chi era appena giunto dall'Europa, ma nonostante questi episodi distesi nessuno dei due schieramenti desiderava riportare una sconfitta. I combattimenti nell'estate del 1190 furono sporadici, poiché tutti attendevano nuovi rinforzi, mentre in autunno un'epidemia colpì l'accampamento crociato. Il 20 gennaio 1191 morì Federico VI di Svevia e i soldati tedeschi si ritrovarono temporaneamente senza un capo, fino a quando suo cugino, Leopoldo V d'Austria, riuscì a radunare sotto il suo vessillo quel che restava dell'esercito del Barbarossa. Enrico di Champagne si era frattanto ammalato gravemente e la tattica di attesa dei rinforzi rivelò il momento più critico poco prima del periodo di Quaresima del 1191, quando molti soldati uccisero le proprie cavalcature per cibarsi o si nutrirono di erba e ossa spolpate. I prezzi erano divenuti insostenibili, poiché con «una monetina d'argento si comperavano soltanto tredici fagioli o un uovo, mentre un sacco di grano costava cento monete d'oro». L'arrivo di Filippo Augusto il 20 aprile 1191 portò nuovo entusiasmo, sebbene la guerra si sarebbe impantanata fino all'arrivo degli inglesi; all'inizio di luglio fu Riccardo a sferrare gli attacchi decisivi a una guarnigione che ormai non poteva resistere senza alcun tipo di approvvigionamento esterno. Tra l'11 e il 12 la città si arrese e gli occupanti dovettero consegnare navi, materiale bellico, pagare un risarcimento, liberare 1 500 cristiani e consegnare i resti della Vera Croce; a queste condizioni la vita degli assediati sarebbe stata risparmiata.
L'unità di intenti tra i cristiani, invero mai sussistita, divenne, se possibile, ancora meno percepibile quando si palesò la necessità di spartire il bottino e pianificare gli sviluppi futuri. Ben presto, insorsero infatti dei contrasti tra Riccardo, Filippo e Leopoldo V d'Austria. Mentre Leopoldo sosteneva che il contributo dato dai suoi uomini all'assedio fosse stato di pari importanza a quello di inglesi e francesi, Riccardo tendeva invece a ridimensionare l'apporto fornito dai tedeschi, tanto che alcuni soldati commisero «l'imperdonabile affronto» di ammainare la sua bandiera che svettava al fianco di quella degli altri due regni.

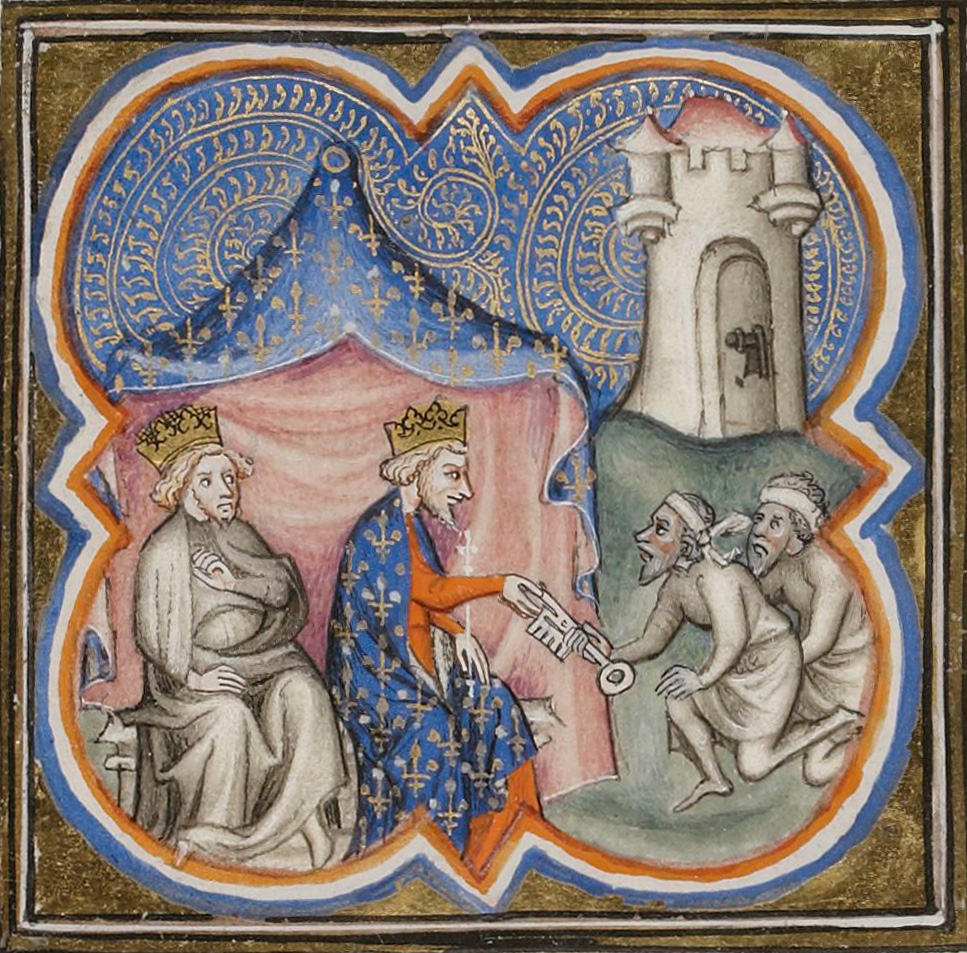
Filippo e Riccardo ricevono le chiavi di Acri dagli assediati. Miniatura del XIV secolo

Per proseguire la guerra era chiaro che occorreva una maggiore stabilità interna, minata dall'incertezza persistente su chi dovesse occupare il trono di Gerusalemme. La regina Sibilla d'Angiò, formale titolare della corona, era infatti deceduta durante l'epidemia che aveva colpito l'accampamento cristiano alle porte di Acri nell'autunno del 1190 e la sua erede più prossima risultava essere la sua sorellastra, Isabella d'Angiò. Presto insorsero dei problemi quando Guido di Lusignano, il re consorte sopravvissuto di Sibilla, si rifiutò di rinunciare alla sua carica, contravvenendo alle promesse fatte nel 1186 a Baldovino IV. Quando Isabella fu concessa in sposa a Corrado del Monferrato il 24 novembre 1190, si cristallizzò un dualismo trascinatosi per diversi mesi; Corrado, dal canto suo, si rifiutò «correttamente» di utilizzare il titolo di re assieme a sua moglie fin quando i due non avessero ricevuto la corona. A complicare ulteriormente il quadro, Guido era appoggiato fortemente da Riccardo, mentre invece Filippo aveva preso le parti di Corrado del Monferrato. Il 27 e il 28 luglio 1191, sotto la presidenza del legato pontificio Adelardo di Verona, un'assemblea di baroni decise infine che Guido avrebbe continuato a conservare il titolo regale, ma che, dopo la sua morte, la corona sarebbe passata a Corrado e a Isabella d'Angiò. Un altro delicato compromesso riguardò le rendite regie: a seguito della creazione di alcuni appannaggi, si convenne che quanto ricavato a sud, in particolare dalla contea di Giaffa e Ascalona, sarebbe andato al fratello di Guido, Goffredo di Lusignano, mentre nel nord i proventi di Tiro, Sidone, Beirut sarebbero stati destinati a Corrado.
Pochi giorni dopo questa decisione Leopoldo tornò in patria, colmo di rancore verso Riccardo, ma anche Filippo fece altrettanto. Ufficialmente il re francese rientrò per via delle proprie condizioni di salute, ma è verosimile che la sua decisione fosse stata altresì influenzata dalla morte del nobile Filippo di Fiandra, avvenuta davanti ai suoi occhi ad Acri. Il re desiderava infatti incamerare una parte dei suoi vasti possedimenti, in particolare il Vermandois. Prima di partire, assicurò a Riccardo che avrebbe continuato a rispettare la pace e che non avrebbe attaccato gli inglesi, ma questa promessa non venne mai del tutto rispettata. Lasciato ai primi di agosto il comando dei circa 10 000 francesi rimasti in Oriente a Ugo III di Borgogna, gli inglesi giudicarono questa partenza alla stregua di «una vile diserzione e un tradimento».
Frattanto, Saladino doveva ottemperare ai termini previsti in precedenza per riavere liberati i prigionieri musulmani catturati ad Acri. Le trattative entrarono in una fase di stallo nel mese di agosto, poiché entrambe le parti rimasero ferme sulle proprie inconciliabili posizioni. Riccardo, nominato guida principale dei crociati a seguito della partenza di Filippo, desiderava dirigersi quanto prima verso Gerusalemme e liberarsi dell'intralcio costituito dai prigionieri. Così il 20 agosto, ritenendo che Saladino non avrebbe rispettato i termini, il re inglese fece decapitare ogni prigioniero musulmano (2 700 o 3 000 uomini), incluse donne e bambini. Pare che vennero risparmiati soltanto coloro abbastanza robusti da poter fornire manodopera come schiavi. Il massacro ebbe delle gravi conseguenze, poiché la Vera Croce non venne mai più restituita e i guerrieri inglesi catturati in futuro vennero uccisi per ritorsione.

### L'avanzata verso Gerusalemme e la battaglia di Arsuf

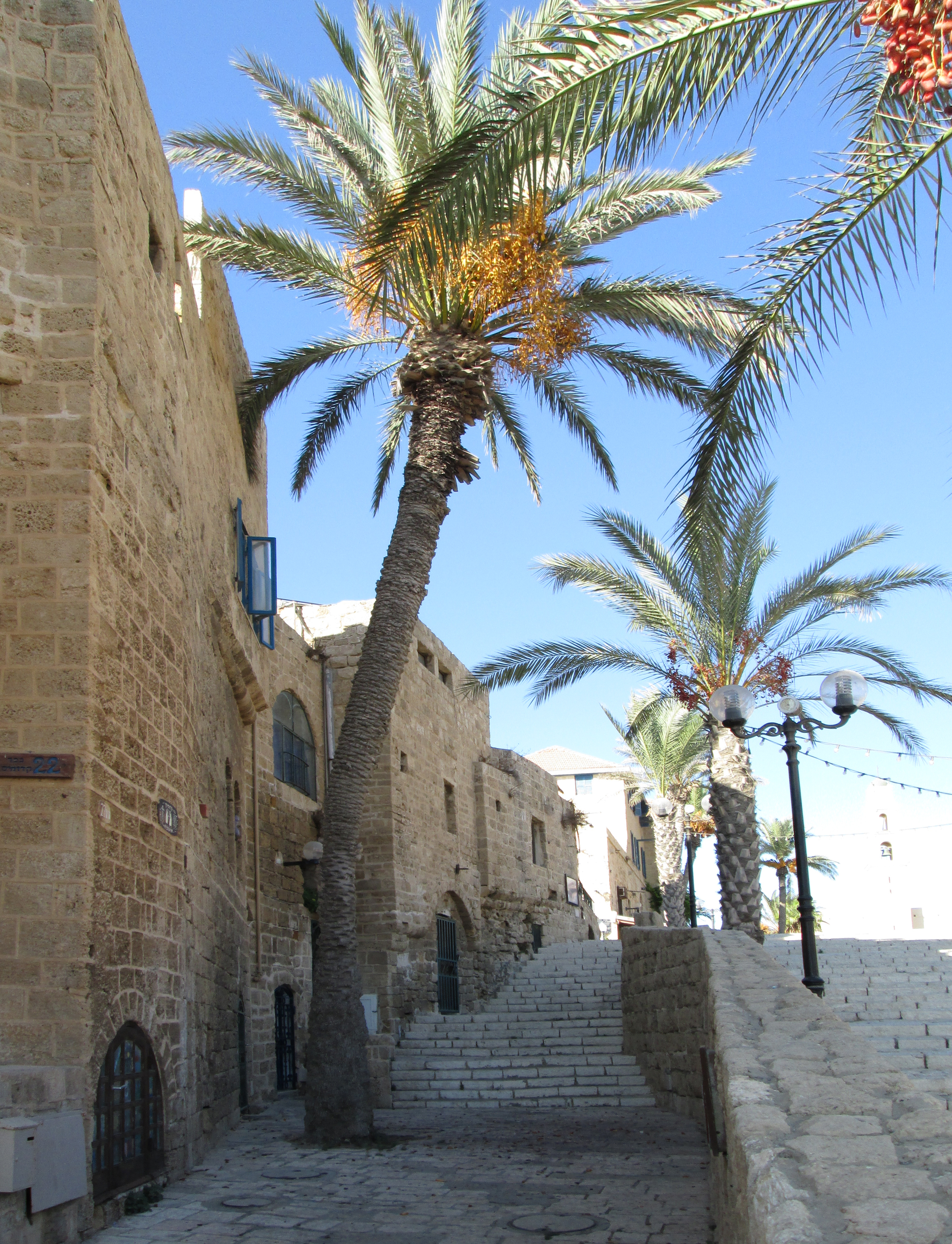
Uno scorcio della città antica di Giaffa, nel moderno Israele, distante circa 65 chilometri da Gerusalemme. La località, oggi inglobata all'interno dell'area urbana di Tel Aviv, aveva un'importanza strategica fondamentale. Saladino ne fece smantellare le difese, per evitare che Riccardo le sfruttasse, e intercettò i crociati prima che la raggiungessero ingaggiando battaglia ad Arsuf

Quando Riccardo partì il 22 agosto da Acri il suo esercito era demoralizzato, poiché si era abituato al cibo e alle donne in abbondanza trovate nella città. Presto la sua forte personalità fece sì che gli uomini lo seguissero senza troppi patemi. Durante il cammino, era perfettamente consapevole che conquistare Gerusalemme era tutt'altro che un'impresa semplice, anche perché Saladino controllava le due ricche rotte commerciali principali che conducevano, attraverso Nazareth, una a Tiberiade e Damasco, l'altra alla stessa Gerusalemme. Sapendo che la lontananza dalla costa sarebbe stata un ostacolo al rifornimento dell'esercito cristiano, Riccardo, saggiamente, s'incamminò verso sud per la strada costiera, «lungo la quale il suo fianco era protetto dal mare e dalla flotta» che lo seguiva.
Riccardo, nonostante le proteste dei suoi nobili, decise che sarebbe stato più prudente espugnare alcune città strategiche. Fu questo il caso di Ascalona e Giaffa, il cui possesso appariva indispensabile nei piani di conquista di Gerusalemme. La superiorità dei crociati risiedeva nelle loro potenti e moderne armature, mentre quella dei musulmani nella grande mobilità delle proprie truppe; utilizzando tale vantaggio, Saladino cercò di minare l'avanzata nemica inviando delle squadre di incursione che potessero rompere la formazione; fu solo Riccardo a far sì che i suoi uomini avanzassero con disciplina, senza cadere nel tranello nemico. Secondo lo storico Riley-Smith, la fanteria dimostrò un'autodisciplina notevole per l'epoca, considerata la tentazione di inseguire il nemico rompendo le righe e il rischio di esporsi a pericoli imprevedibili. Volendo contare su un ulteriore vantaggio, Saladino fece smantellare, nell'ordine, le difese di Cesarea, di Giaffa e di Ascalona, verosimilmente perché temeva che i nemici potessero sfruttarle contro di lui e anche perché non disponeva di abbastanza uomini per presidiarle.

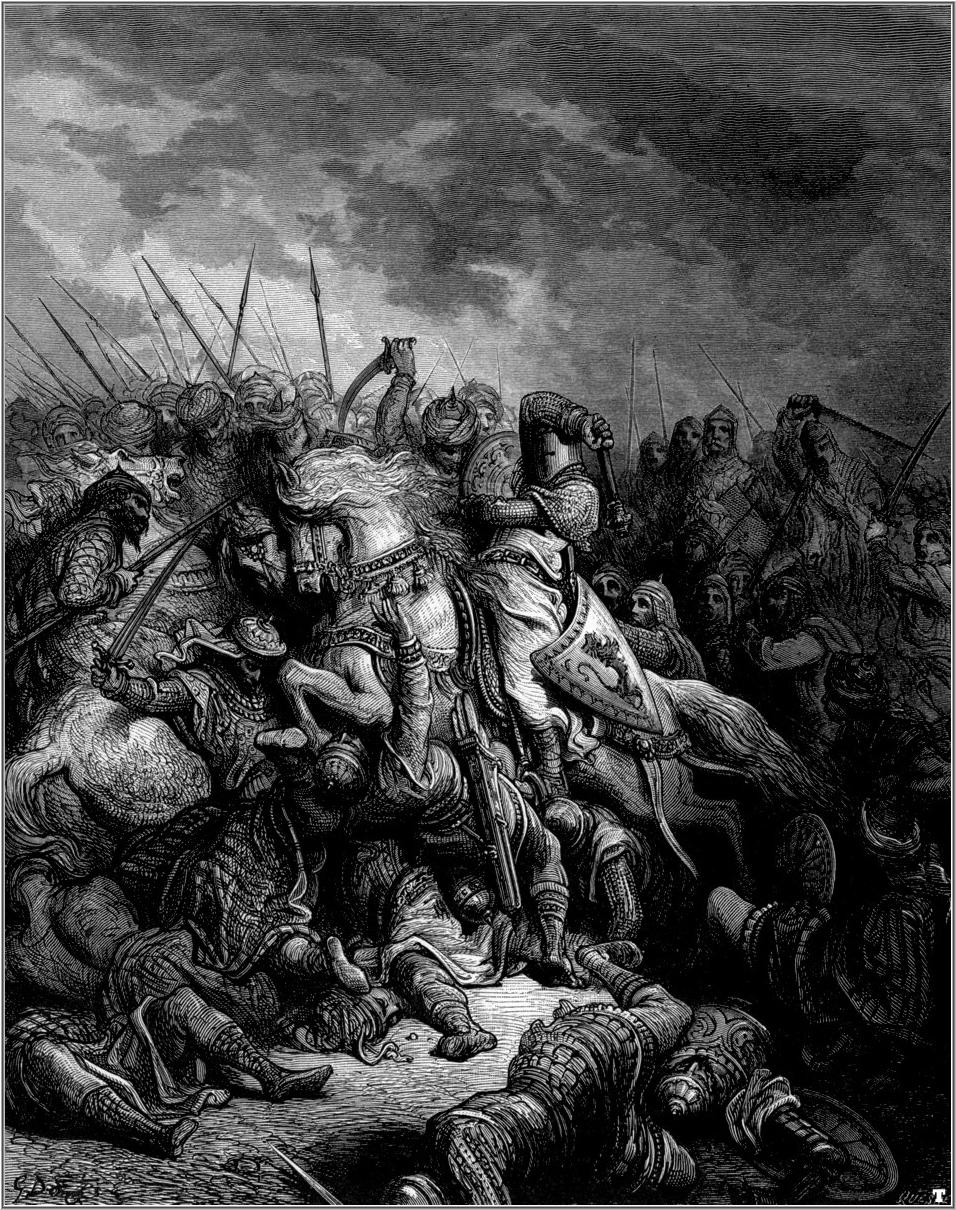
Riccardo e Saladino alla battaglia di Arsuf. Tela di Gustave Doré, XIX secolo

Non avendo interrotto con la sua tattica l'avanzata degli avversari, Saladino pensò a un grande campo di battaglia dove potersi frapporre al nemico e lo individuò poco a nord di Arsuf, a metà strada tra Cesarea e Giaffa, a circa una cinquantina di chilometri a nord di quest'ultima. La marcia dei soldati crociati non fu veloce, considerando che ci vollero quindici giorni per percorrere poco più di 95 km. Il 5 settembre Riccardo fu colto da dubbi e incertezze sull'esito dell'imminente scontro, e chiese quindi udienza a Safedino, fratello di Saladino. La speranza era quella di scongiurare i combattimenti, ma ancora una volta le sue scarse capacità diplomatiche emersero quando chiese, in cambio della sospensione delle ostilità, la cessione dell'intera Palestina.
Esaurita ogni possibile prospettiva di pace, il 7 settembre i due eserciti si scontrarono nella battaglia di Arsuf. Alla testa di un numero di uomini all'incirca uguale (10 000-12 000 fanti musulmani contro gli 8 000-10 000 di Riccardo più 1 800-2 000 cavalieri), Saladino tentò di attirare le forze ostili per poi annientarle facilmente. Tuttavia Riccardo mantenne intatto il suo schieramento, in quanto desiderava far sfiancare la cavalleria avversaria e circondarla assieme ai fanti con le due ali della sua cavalleria, al fine di impedire ogni possibile ritirata. Quando gli Ospitalieri e i Templari ritennero di star subendo perdite eccessive, non attesero i segnali di Riccardo e piombarono troppo presto contro il nemico, rispettivamente sul fianco destro e su quello sinistro dell'esercito del Saladino. Benché costretti a sopportare una tempesta di frecce, una carica in massa dei crociati mise in rotta il grosso dell'esercito ostile, che cominciò a fuggire in maniera disperata. La vittoria di Riccardo in battaglia eclissò il mito dell'invincibilità del condottiero musulmano, ed egli si conquistò un grande prestigio al prezzo di perdite relativamente lievi. Ciononostante, l'impatto della vittoria venne esaltato eccessivamente dai cronachisti e dagli storici cristiani del tempo, per i quali la battaglia aveva riscattato la disfatta subita a Hattin nel 1187; in quell'occasione i crociati erano stati infatti annientati gravemente, mentre dopo Arsuf Saladino poteva contare ancora sui suoi più capaci emiri e su un ampio totale residuo di uomini.

### Difficoltà dei crociati

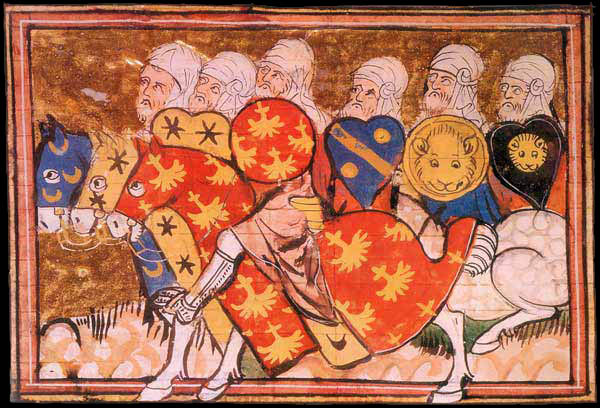
L'esercito di Saladino in una miniatura realizzata da un autore anonimo nel 1337

Grazie alla vittoria nella battaglia di Arsuf, Riccardo conquistò Giaffa, raggiunta tre giorni dopo, e vi stabilì il suo quartier generale, avviando le operazioni di ricostruzione delle fortificazioni. A quel punto Riccardo poteva scegliere se trattare con Saladino, oppure se avanzare subito e con molti rischi verso Gerusalemme e occupare e rifortificare Ascalona che, come detto, stava venendo smantellata dai musulmani. Conquistare l'obiettivo avrebbe scongiurato l'arrivo di ulteriori rinforzi dall'Egitto. Correva voce che le mura di Gerusalemme fossero scarsamente protette e in cattivo stato di manutenzione ma, malgrado ciò, le sue truppe dovevano riposare e il monarca non se la sentiva di avanzare all'interno della Palestina senza un piano ben preciso, consapevole del fatto che non avrebbe potuto contare sul supporto logistico che prima gli fornivano le imbarcazioni dal Mediterraneo. Pare Riccardo avviò presto i negoziati quando notò che i suoi uomini apparivano stanchi e demotivati. Ancora una volta Riccardo dialogò con Safedino, fratello di Saladino, ma le trattative si rivelarono «prolungate e tortuose». Durante gli scambi diplomatici, Safedino e Riccardo forgiarono dei legami più stretti e sembra che, addirittura, il re inglese avesse chiesto al fratello del sultano se intendesse sposare sua sorella Giovanna. L'accordo prevedeva inoltre che gli sposi avrebbero dovuto stabilirsi a Gerusalemme, che la Vera Croce avrebbe dovuto essere restituita, che i prigionieri avrebbero dovuto essere rilasciati e che ai Templari e agli Ospitalieri avrebbero dovuto essere consegnate le fortezze da loro precedentemente occupate. Quando Giovanna giunse a Giaffa, si dichiarò tuttavia assolutamente contraria a maritare un musulmano, motivo per cui Riccardo propose a Safedino la conversione al cristianesimo. Tuttavia, sia pur con toni cortesi, tale offerta venne declinata dal signore curdo.
Frattanto, anche Corrado del Monferrato aveva avviato delle trattative clandestine con Saladino. Da ciò si desume che i baroni indigeni e parte dei crociati non riponessero più fiducia in Riccardo, ritenendolo un temporeggiatore. I musulmani quindi si riunirono per decidere con chi dei due proseguire i rapporti. Si convenne che Riccardo rappresentasse la scelta migliore, considerando che prima o poi avrebbe fatto ritorno in Occidente a differenza di Corrado, che puntava invece a rimanere in Palestina a lungo, se non per tutta la vita. Nei mesi finali del 1191 la situazione era ancora in fase di stallo, benché Riccardo si trovasse a Beit Nuba, distante poco più di venti chilometri da Gerusalemme. Malgrado avesse ricevuto qualche rinforzo, il re era consapevole del fatto che Saladino poteva contare sull'afflusso di nuove reclute dal vicino Egitto e che dunque le probabilità di conquistare la città apparivano scarse. L'infinito protrarsi dei negoziati aveva inoltre concesso a Saladino il tempo materiale per rafforzare le difese interne della città santa. Nonostante il parere avverso degli aristocratici locali, che ben conoscevano le condizioni climatiche, Riccardo ordinò di marciare verso Ramla e, nei mesi invernali, dovette sopportare continue piogge e nevicate. Le asperità affrontate durante tale marcia, unite al continuo rinvio dell'attacco a Gerusalemme, causarono la diserzione di molti soldati francesi. Il clima sfavorì inevitabilmente pure Saladino, che dovette attendere a lungo prima che potessero giungere ulteriori guerrieri via mare.

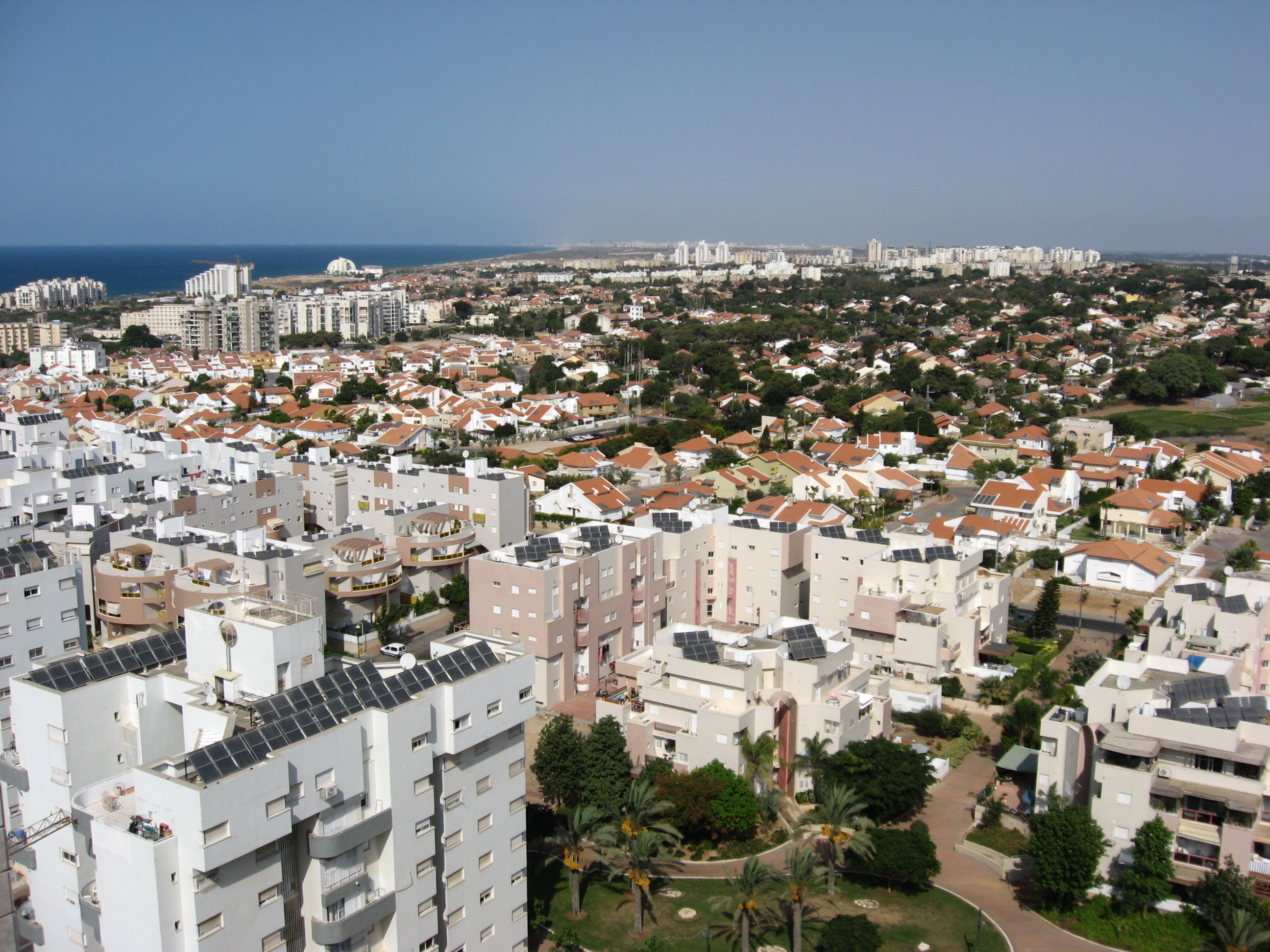
Ascalona oggi, in Israele. Situata anch'essa sul mare come Giaffa, Riccardo ne ricostruì le difese nei primi mesi del 1192, confidando nell'arrivo di rinforzi dall'Europa. La distanza tra Ascalona e Gerusalemme è di circa 75 chilometri

Riccardo marciò all'inizio del 1192 su Ascalona, rimanendovi per quattro mesi, ordinando di ricostruirla e confidando nell'arrivo di nuovi rinforzi dall'Europa. A febbraio richiamò pure in suo aiuto Corrado del Monferrato, incontrandolo di persona. Quest'ultimo, ancora adirato per l'alleanza del re inglese con Guido di Lusignano, rifiutò di unirsi alle truppe «con toni bruschi» e, una volta minacciato gravemente, «lasciò la tenda voltandogli le spalle». In un quadro già caotico, sempre nel mese di febbraio i pisani, che erano in guerra con i genovesi, avevano assunto il controllo della città di Acri e avevano invocato l'arrivo di Riccardo. Gli scarsi fondi rimasti a disposizione dei crociati, la loro fragile coesione e la sensazione che nulla avrebbe sovvertito l'andamento della guerra spinsero Riccardo a riprendere in maniera spedita, all'inizio della primavera, il dialogo con Saladino, anche perché il re aveva saputo che suo fratello Giovanni con le sue politiche stava causando scompiglio in Inghilterra. Inoltre il sovrano si era convinto che, pur qualora Gerusalemme fosse stata espugnata, sarebbe stato impossibile presidiarla. Esasperato dalla situazione, convocò alla metà circa del mese di aprile un consiglio di tutti i baroni della Palestina, comunicando loro che presto sarebbe andato via e che occorreva nominare un sovrano per ricoprire il ruolo di re di Gerusalemme. Guido di Lusignano, il candidato preferito da Riccardo, non godeva del sostegno dei crociati francesi e dei signori locali e finì per inimicarseli ancora di più quando eseguì un vano tentativo di prendere Acri con la forza. Come era prevedibile, i baroni acclamarono Corrado del Monferrato anziché Guido e il re inglese, con lungimiranza, accettò la nomina.
Il 28 aprile 1192, poco tempo dopo la nomina, Corrado venne ucciso a Tiro da due assassini ismailiti, come si scoprì in seguito. Contravvenendo alla tradizionale neutralità che aveva contraddistinto il loro atteggiamento durante le crociate precedenti, pare che nell'omicidio fosse implicato lo sceicco ismailita Rashid ad-Din Sinan, apparentemente per vendicarsi di un vecchio atto di pirateria compiuto da Corrado. Si trattò di un evento storico dalla non secondaria rilevanza, poiché gli studiosi hanno cercato di comprendere se nell'assassinio fosse stato in realtà implicato Saladino, il quale avrebbe sollecitato Sinan a uccidere sia Corrado sia Riccardo. Tuttavia, l'ismailita avrebbe eseguito solo la prima parte di questo piano, temendo che Saladino lo avrebbe poi attaccato perché privo di potenti nemici esterni. Secondo altri il mandante sarebbe stato Riccardo, ma si tratta di un'informazione tutt'altro che attendibile.
Al di là di queste congetture, resta certo che due giorni dopo la morte di Corrado venne proposto a Enrico II di Champagne di sposare Isabella d'Angiò, erede del regno di Gerusalemme perché formalmente co-governava assieme al defunto Corrado. «Non senza esitazioni» Enrico accettò e celebrò le nozze con Isabella, da cui aspettava un bambino, il 5 maggio 1192; a seguito di tale evento, non volle assumere il titolo regale e si limitò ad adottare quello di «signore del regno di Gerusalemme». Restava però da decidere il futuro di Guido di Lusignano, e Riccardo fu capace di individuare una carica che di certo avrebbe accettato e che lo avrebbe allontanato dalla Palestina, dove ormai godeva di scarsa reputazione. Si trattava della carica di re di Cipro: l'isola, sottomessa da Riccardo durante il tragitto per la Terra Santa, era stata temporaneamente lasciata in gestione ai Templari, ma essi si erano dimostrati incapaci di farsi apprezzare dagli abitanti. Guido accettò l'incarico, a condizione che gli fosse prestata un'ingente somma di danaro pari a 40 000 bisanti, la quale non fu in realtà mai interamente restituita a Riccardo.

### Ultima fase del conflitto

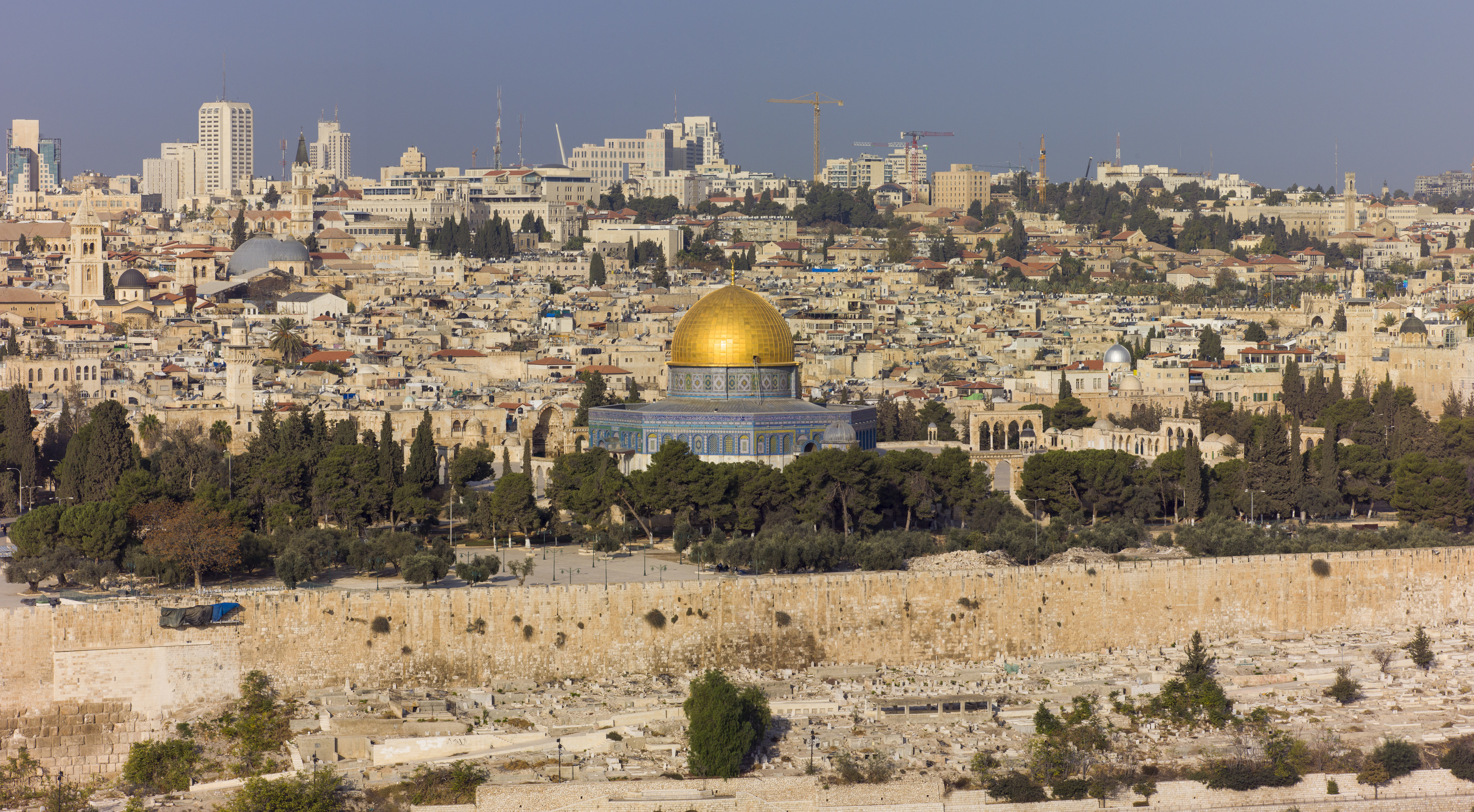
Gerusalemme

L'esercito cristiano, tutti i giorni, pressava il sovrano inglese affinché attaccasse Gerusalemme. Venuto a conoscenza di una rivolta scoppiata in Mesopotamia, una terra in mano a Saladino, Riccardo ruppe la pace stretta con la controparte e attaccò il castello di Daron, nelle vicinanze di Gaza. Il re inglese non aspettò Enrico II di Champagne che, seppur spronato a giungere ad Ascalona, aveva chiesto tempo e sembrava poco propenso a lasciare Acri. È possibile che quest'operazione fosse avvenuta a scopo dimostrativo e, a giudizio di René Grousset, dimostrerebbe lo stato di esasperazione di Riccardo per la mancata conclusione dei negoziati. Rinvigoriti dalla vittoria, molti chiesero a Riccardo di pianificare un'offensiva, ma in maniera prudente egli rifiutò: gli animi nell'accampamento tornarono quindi a surriscaldarsi a giugno. In una giornata della metà del mese, durante una delle sortite quotidiane, il sovrano scorse in lontananza Gerusalemme e, come se intendesse distogliere lo sguardo da uno «spettacolo insopportabile», si coprì il volto con lo scudo. Quando all'inizio di luglio comandò di allontanarsi da Gerusalemme, il sultano scorse il suo avversario ripiegare, ma non poté sentire «le truppe francesi [che] pubblicamente irrisero il re inglese». Mentre proseguivano nuovamente le trattative, sia pur con esiti incerti, Riccardo si mosse dopo la metà di luglio ad Acri e pianificò un attacco contro Beirut, confidando sulla possibilità di espugnarla e poi ripartire subito da lì per l'Europa.
Venuto a conoscenza di questa ritirata, Saladino partì con le sue truppe tra il 26 e il 27 luglio 1192 alla conquista di Giaffa. La popolazione resistette eroicamente, ma stava quasi per cedere quando Riccardo, tornato in tutta fretta dopo essere stato avvisato dell'aggressione, il 31 luglio raggiunse Giaffa via nave e attaccò i saraceni, prendendoli di sorpresa. Lo stesso Saladino dovette fuggire precipitosamente, senza sapere che Riccardo era stato in grado di riprendere il controllo dell'area alla testa di soli 80 cavalieri (ma tre soli cavalli a disposizione), 400 arcieri inglesi e forse 2 000 marinai italiani. All'alba del 5 agosto, Saladino ritentò l'attacco e cercò di sorprendere l'accampamento nemico, ma una sentinella genovese avvisò l'esercito e i difensori resistettero come poterono all'aggressione. Fu in quel momento che Riccardo si dimostrò un abilissimo condottiero e respinse il nemico con i pochi mezzi e uomini a sua disposizione. Fatte abbattere le tende, suggerì di formare con i paletti una triplice palizzata di legno rivolta con le punte verso la pancia dei cavalli e posizionò i soldati lungo una triplice linea, intimandogli di proteggersi con gli scudi e di puntare le lance contro il petto dei cavalli nemici. Inoltre, dispose degli arcieri e impose l'utilizzo dell'arco lungo che, seppur difficile da utilizzare, garantiva lanci di frecce a grandi distanze. Nel corso dell'attacco avvenne un grande gesto di cavalleria quando, dopo che la cavalcatura di Riccardo era stata uccisa, il sultano curdo inviò due cavalli armati affinché il monarca nemico potesse continuare a combattere. Fallito l'attacco, Saladino fu così preoccupato che addirittura ripiegò a Gerusalemme e disse ai suoi uomini di tenersi in allerta. Il momento favorevole non venne però sfruttato e Riccardo fu sopraffatto dal suo desiderio di ritorno in Inghilterra, oltre che da una forte febbre che iniziò ad affliggerlo.
Ciò fece sì che il 2 settembre 1192 il re firmasse un'intesa, passata alla storia come pace di Ramla, la cui validità si estendeva per alcuni anni. Essa pose a tutti gli effetti fine alla terza crociata. Ai sensi dell'accordo, ratificato da Saladino il giorno successivo, i cristiani ottennero le città costiere comprese tra Tiro e Giaffa. Ai pellegrini, purché disarmati, fu inoltre concesso l'accesso ai luoghi santi di Gerusalemme, rimasta in mano a Saladino, così come fu garantito il libero transito di musulmani e cristiani tra uno Stato e l'altro; Ascalona, infine, avrebbe dovuto essere demolita e poi essere restituita ai musulmani. Vari crociati colsero l'occasione per visitare subito i luoghi della passione di Cristo, ma non Riccardo, prodigatosi per far sì che quanti meno francesi possibili vi si recassero, perché li riteneva responsabili del fallimento della campagna. Durante un'udienza avuta personalmente con Saladino, il vescovo di Salisbury Umberto Walter discusse del rifiuto del suo re e ne prese le difese, ma il sovrano musulmano sottolineò come Riccardo avesse mancato di saggezza e di moderazione. Raggiunta Acri, Riccardo partì con il suo seguito il 9 ottobre, dopo sedici mesi di permanenza nel Vicino Oriente.

## Conseguenze

### Per i crociati

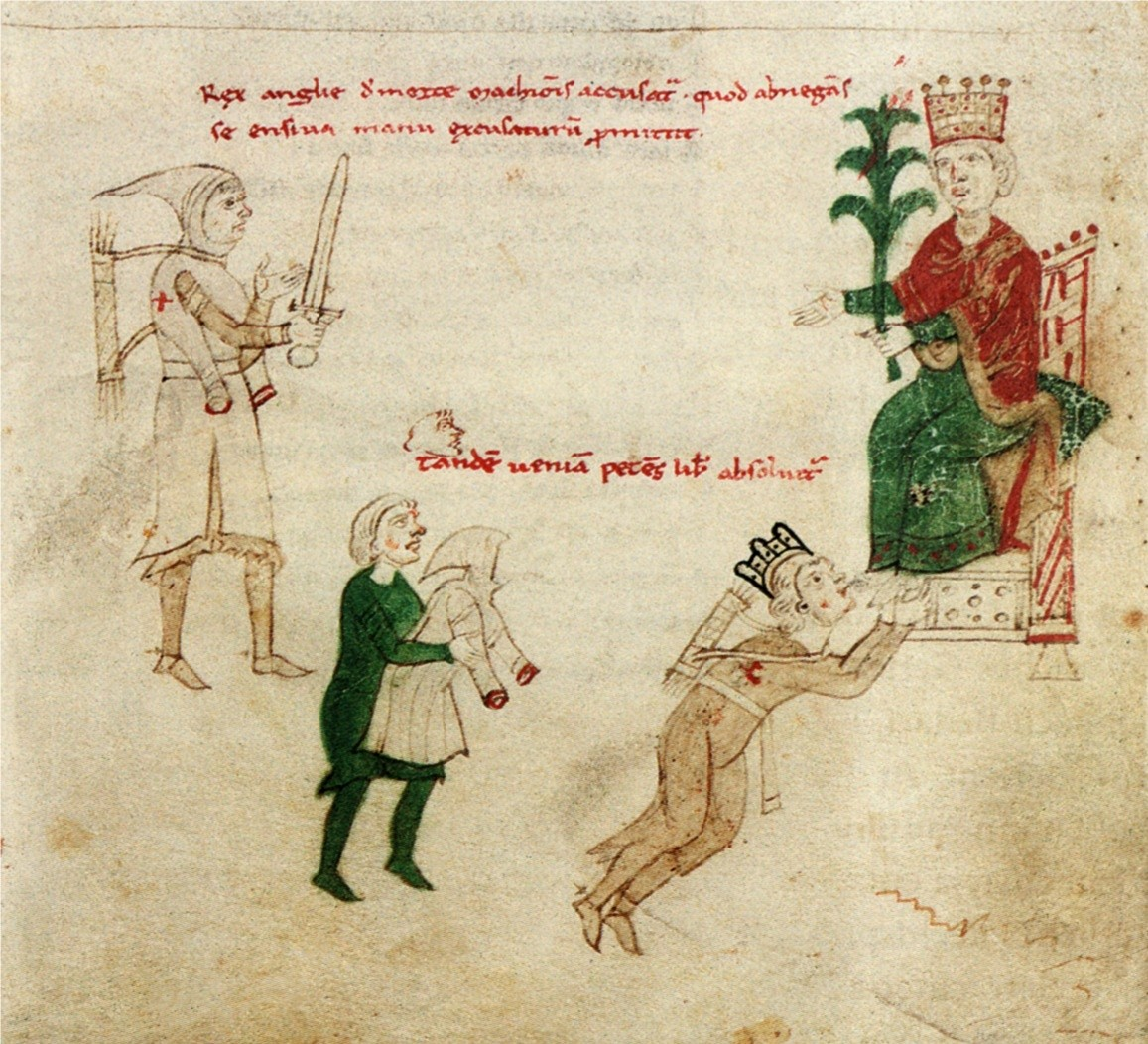
Riccardo I supplica Enrico VI di Svevia di liberarlo e questi lo perdona nel 1196. Illustrazione tratta dal Liber ad honorem Augusti di Pietro da Eboli

Benché la sua intenzione fosse quella di organizzare una nuova crociata quanto prima, il viaggio di ritorno di Riccardo si rivelò burrascoso. Giunto a seguito di varie peripezie in Europa, l'11 dicembre 1192, vicino a Vienna, Riccardo venne catturato dagli uomini del duca Leopoldo d'Austria, il cui orgoglio era stato ferito quando Riccardo aveva strappato il suo vessillo dalle mura di San Giovanni d'Acri. Scomunicato tempo dopo da papa Celestino III, Leopoldo tenne comunque Riccardo prigioniero, accusandolo di essere il mandante dell'omicidio di Corrado del Monferrato. Fu ceduto all'imperatore Enrico VI di Svevia e venne poi rilasciato, dopo quindici mesi, a seguito del pagamento di un enorme riscatto e di un giuramento di fedeltà. Quando finalmente giunse in Inghilterra nel 1194, dovette ricondurre all'obbedienza suo fratello Giovanni e trovare il modo di pagare la vasta somma chiesta da Enrico VI. Cinque anni più tardi, nel 1199, si recò in Francia per difendere i suoi territori in Aquitania e nel Poitiers dalla minaccia di Filippo Augusto. Trovò la morte a soli quarantuno anni: durante l'assedio del castello di Châlus, fu colpito da una freccia e decedette per la conseguente gangrena della ferita il 6 aprile 1199.
Nessuna crociata avrebbe smosso in futuro «una tale pleiade di principi» come la terza (nota anche come "crociata dei re"); tuttavia, malgrado l'imponente mobilitazione, i risultati raggiunti furono scarsi. Tiro era stata salvata da Corrado e Tripoli dalla flotta siciliana prima dell'arrivo dei crociati, mentre le terre in possesso dei cristiani si estendevano da Acri a Giaffa e includevano anche l'isola di Cipro. Ciononostante, il numero di uomini e materiali destinati alle crociate raggiunse dal 1189 in poi punte notevoli e si ottennero comunque dei progressi, considerando che nel 1188 ai cristiani erano rimaste soltanto la città di Tiro e alcune fortezze isolate nell'interno. Le campagne espansionistiche di Saladino erano state fermate e, probabilmente, pure i musulmani erano provati dal conflitto, tanto che per qualche tempo regnò la pace. La crociata, sia pur lunga e faticosa, «si svolse in un clima di esaltazione religiosa che ricorda[va] la prima. Persino gli autori musulmani ne [rimasero] colpiti». I possedimenti cristiani rimasero sotto il loro controllo per un secolo, sia pur estendendosi in termini di dimensione in maniera abbastanza ridotta (si parla di una striscia di terra lunga poco meno di 150 km da Giaffa a Tiro, ma non più larga di 16). Le fortezze principali costruite nel XII secolo non erano più in mano cristiana, fatta eccezione per il Krak dei Cavalieri, ma grazie ai suoi "fedeli" il re di Gerusalemme disponeva comunque «di un potere non indifferente». All'afflusso di reclute che provenivano dal continente si aggiungevano gli ordini religiosi cavallereschi, divenuti tre dal 1198 a seguito della costituzione dell'Ordine teutonico. Sostanzialmente indipendenti nei loro domini della contea di Tripoli, del principato d'Antiochia e d'Armenia, essi rimanevano a disposizione del re per le sue campagne. Il possesso della fascia costiera non si rivelò tuttavia svantaggioso né troppo oneroso da gestire, considerando che in quella zona vi era una consistente estensione di terreni agricoli (si pensi alle colture di canna da zucchero e agli oliveti), i quali assicuravano cospicue entrate ai nobili locali. L'aumento dei commerci dovuto al periodo pacifico permise una ripresa economica e un ruolo fu giocato anche dalle potenze mercantili italiane, le quali si distinguevano per il loro continuo tentativo di accrescere i propri privilegi. In conclusione, «non si era salvato molto dal naufragio dell'Oriente franco», ma per il momento quel poco era al sicuro.
Occorre infine menzionare il caso di Cipro: l'inaspettata tappa compiuta da Riccardo durante il suo viaggio d'andata favorì i cristiani e si rivelò la conseguenza di maggiore lunga durata della crociata, poiché essi preservarono il controllo dell'isola fino al 1571, prima sotto il regno di Cipro e poi come possedimento della Repubblica di Venezia.

### Per i musulmani

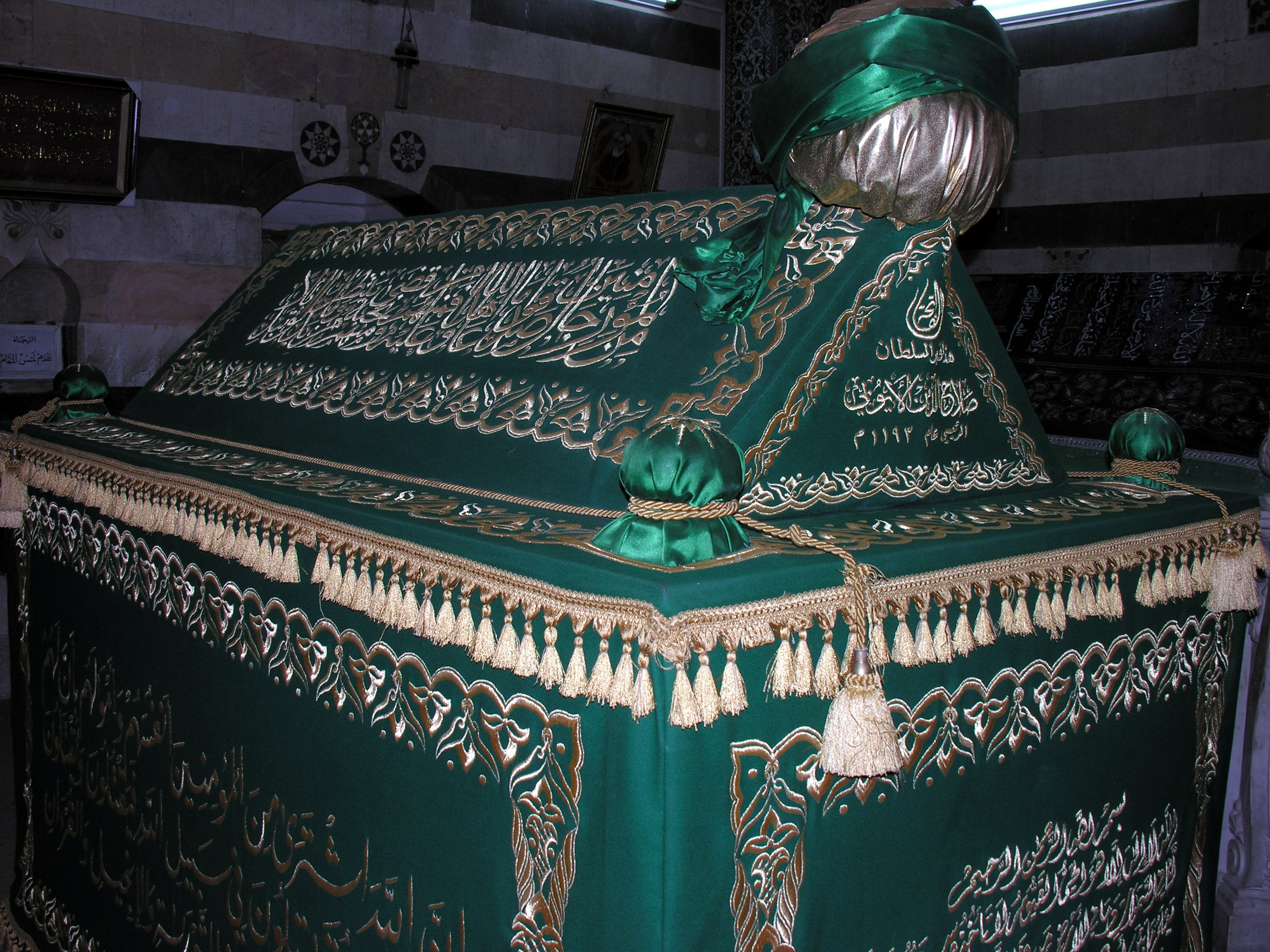
La tomba di Saladino a Damasco, in Siria

Quando Riccardo raggiunse finalmente la sua destinazione, Saladino si era già spento da tempo. Approfittando del periodo di pace, il sultano aveva sperato di recarsi nuovamente nel florido Egitto, da cui mancava da decenni, o di compiere un pellegrinaggio a La Mecca per ringraziare Allah del suo sostegno nella crociata. Non riuscì però nei suoi propositi, in quanto morì per un attacco di febbre a Damasco tra il 3 e il 4 marzo 1193, dove venne poi seppellito.
Capostipite della dinastia degli Ayyubidi (dal nome del padre, Ayyūb), il sultano si era dimostrato un politico consumato e in grado di unire tutto l'Islam, in particolare l'intera Siria e l'intero Egitto, sotto il suo comando. La sua strategia aggressiva e accentratrice dell'epoca giovanile aveva lasciato il posto alla saggezza e alla moderazione, qualità che si aggiungevano al grande carisma con cui governava i suoi sudditi e il suo esercito. Re, principi e duchi del mondo occidentale avevano tentato di surclassarlo con alterna fortuna, ma il curdo aveva resistito, dimostrando «il suo genio militare, il senso dell'onore e della fedeltà alla parola data, la magnanimità verso i vinti, tanto che l'Occidente intero gli rese omaggio». Fu tuttavia incapace di ottenere degli aiuti sostanziali dal califfato abbaside, guidato da Al-Nasir dal 1180 al 1225. L'assistenza militare che avrebbe potuto fornire il califfo non risultava trascurabile, ma egli si limitò a rivolgere dei meri incitamenti ai difensori di Gerusalemme tramite delle missive, preferendo di gran lunga concentrarsi sulla gestione della Persia e sulla conquista della Corasmia, concretizzatasi nel 1194. L'omicidio di Corrado del Monferrato coincise con l'affermarsi di una nuova variabile nelle lotte religiose, rappresentata dalla setta degli assassini ismailiti: infatti, il potenziale rischio di un loro ulteriore coinvolgimento spaventava allo stesso modo i principi crociati e i nobili musulmani.
In un quadro così convulso, la statura e le abilità di Saladino si erano dimostrate senza pari e indispensabili, ma non furono perpetuate dal suo immediato successore, il primogenito Al-Afdal 'Ali, che si dimostrò incapace di reggere il peso del regno sulle spalle. Le scorie lasciate dalla terza crociata furono eclissate dalle lotte intestine in cui furono coinvolti i ben diciassette figli di Saladino, i quali costituirono dei principati più o meno indipendenti dall'autorità centrale (il caso più eclatante riguardò l'Egitto). Sia nel 1194 sia nel 1195 al-Aziz, secondogenito di Saladino, cercò di togliere Damasco a suo fratello al-Afdal. In ambedue i casi fu Safedino, fratello del defunto Saladino, a dover agire da intermediario in qualità di membro anziano della famiglia. Tuttavia, nel 1196 escluse al-Afdal e si insediò a Damasco come luogotenente di al-Aziz. Tra il 1196 e il 1198, furono vari i comandanti che si presentarono alle porte della moderna capitale siriana con la pretesa di subentrare al trono che prima era stato di Saladino.
Nel 1198 si erano formate due coalizioni opposte: gli emiri mamelucchi reclutati in passato dal generale curdo di Norandino, Shirkuh, e quelli arruolati dal Saladino. Questi ultimi si dichiararono favorevoli a Safedino, tanto odiato da vari dei suoi nipoti coalizzatisi contro di lui, che si impossessò del Cairo nel febbraio del 1200. Proclamatosi sultano, affidò a due dei suoi figli, al-Muazzam e al-Kamil, la gestione di Damasco e di Gezira, un'isola situata sul delta del Nilo. al-Zahir e al-Ardal, due dei figli ancora in vita del Saladino, dovettero accontentarsi di Aleppo e di Samosata. Ottenuta dal califfo la conferma del titolo, a seguito di alterne vicende Safedino aveva redistribuito l'eredità del fratello formando quattro Stati, tre dei quali erano nelle sue mani e dei suoi nipoti, mentre la sola Aleppo rimaneva ai suoi discendenti.
Le contese tra gli uni e gli altri misero in secondo piano la lotta contro i crociati. Nel 1200 la situazione si placò, poiché l'Islam venne riappacificato grazie all'intervento di Safedino ed egli poté regnare sia in veste di sultano d'Egitto sia in veste di emiro di Damasco.

### Crociata di Enrico VI

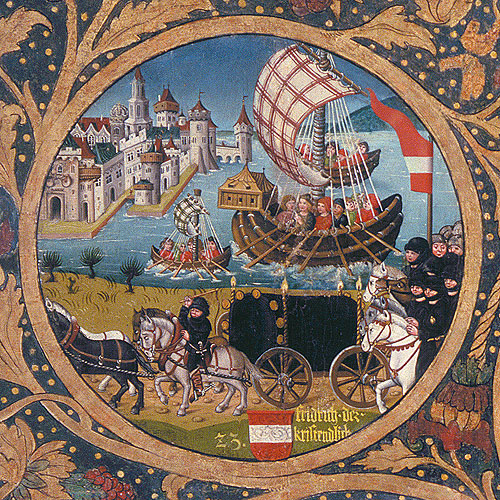
Federico I d'Austria, uno dei partecipanti della crociata del 1197, salpa per la Terra santa. Babenberger-Stammbaum, Abbazia di Klosterneuburg, 1490 circa

La morte prematura di Federico Barbarossa aveva reso quasi ininfluente il contributo tedesco alla terza crociata. Nell'agosto del 1195, il papa aveva proclamato una crociata su iniziativa dell'imperatore Enrico VI di Svevia, il figlio di Federico che aveva tenuto in prigionia re Riccardo. Come suo padre, anche Enrico aveva grandissime ambizioni e voleva probabilmente compiere l'impresa non riuscita a Federico. È inoltre verosimile che covasse anche altre motivazioni di carattere politico, non ultimo il desiderio di ripristinare la monarchia normanno-sicula nel Mediterraneo e di ribadire il peso specifico del Sacro Romano Impero a livello internazionale, specie in Terra Santa. Così, dopo avere temporaneamente accantonato i discorsi relativi alla sua successione, poiché stava per nascergli un figlio (il futuro Federico II), prese contatti con Bisanzio e praticamente estorse il pagamento di 1 000 libbre d'oro all'anno per finanziare ulteriormente la spedizione. Prima del suo arrivo in Siria, aveva già fatto salpare una parte del suo esercito e confidava di raggiungerlo in autunno. Si spiega così il prematuro sbarco di soldati provenienti dai ducati di Renania e di Svevia condotti dall'arcivescovo Corrado di Magonza e da Adolfo, conte di Holstein.

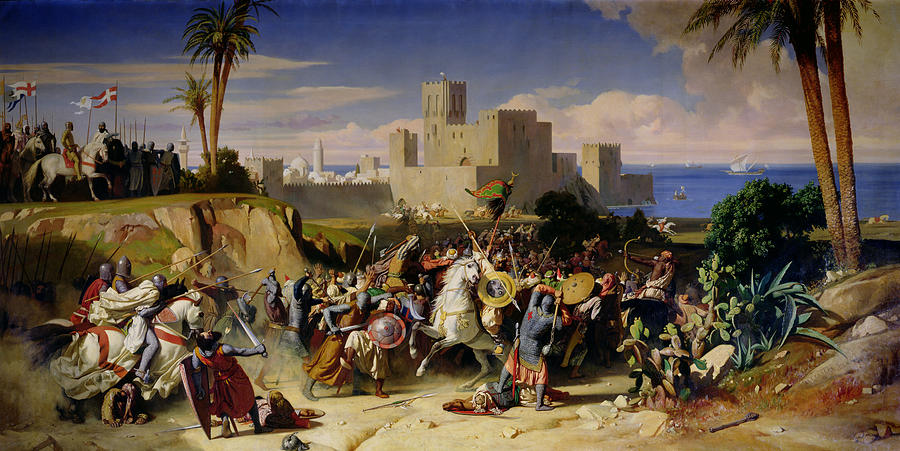
La riconquista di Beirut, Alexandre Hesse, 1842

Quando l'esercito imperiale raggiunse Acri, Enrico II di Champagne «non li accolse con gioia», perché sapeva che il loro arrivo avrebbe sconvolto i fragili equilibri che resistevano nella regione. Esattamente come prevedeva, i bellicosi tedeschi, ansiosi di combattere, ruppero la pace con i saraceni e nel settembre del 1197 conquistarono Sidone e Beirut. Per contrastare i nemici, al-Afdal, il primogenito di Saladino subentrato al padre, aveva frattanto imposto a tutti i nobili di appianare temporaneamente le proprie divergenze e di unirsi contro i nemici cristiani. La situazione divenne ancora più turbolenta quando il 10 settembre Enrico di Champagne cadde da una finestra senza sbarre ad Acri e morì, circostanza che rendeva necessario il bisogno di individuare un nuovo sovrano. Il ruolo di re di Gerusalemme ricadde in capo ad Amalrico II di Lusignano, divenuto il nuovo marito di Isabella d'Angiò e dimostratosi un'ottima guida a capo dell'isola di Cipro dal 1194 al 1198.
Uno degli attacchi più importanti compiuto dai tedeschi riguardò la fortezza di Toron, presa di mira il 28 novembre del 1197. I tedeschi lottarono strenuamente per conquistare il presidio e i difensori si offrirono di arrendersi, malgrado non in maniera incondizionata come chiedevano invece gli aggressori. Ciò permise ai musulmani di ricevere l'afflusso di alcuni rinforzi provenienti dall'Egitto e demoralizzò i soldati tedeschi, molti dei quali si convinsero a rinunciare definitivamente a Toron quando seppero che il loro imperatore Enrico VI era morto a settembre. Lo scoppio di una guerra civile imponeva di ritornare in patria, motivo per cui al-Afdal fu sorpreso di non incontrare alcun esercito quando giunse con i rinforzi. Ad Amalrico rimase l'onere di stipulare una pace con la controparte, che si tramutò nel 1º luglio 1198 in un rinnovo per cinque anni e otto mesi del trattato di Ramla del 1192 stipulato da Saladino e Riccardo d'Inghilterra. Ribadendo la libertà di circolazione per i pellegrini, furono però sancite la cessione ai musulmani di Giaffa e la ripresa cristiana di Beirut. Si introduceva tuttavia una clausola non prevista in precedenza, ossia il rispetto della tregua a patto che «nessun potente sovrano si recasse in Oriente» (nisi aliquis rex christianorum potens in partes illas veniret). Si trattava di una previsione importante, poiché implicitamente si ammetteva che la sovranità del re di Gerusalemme era secondaria rispetto a figure provenienti dall'Europa. È interessante segnalare come la scelta di alcuni tedeschi di non fare ritorno nella terra natia fece sì che, nel 1198, papa Innocenzo III proclamasse la costituzione di un nuovo ordine religioso cavalleresco, quello dei Cavalieri teutonici. In realtà, la fondazione di un ospedale destinato a malati e feriti tedeschi risaliva ufficialmente al 1191 per volere di Federico Barbarossa.
Il sostanziale fallimento della terza crociata e di quella di Enrico VI spinse papa Innocenzo III a indire una quarta crociata sei anni più tardi. Ciononostante, a giudizio di Riley-Smith, «la terza crociata e la crociata del 1197-98 dimostrarono l'entusiasmo che il movimento poteva suscitare in Europa, quando in Oriente scoppiava una crisi, e l'entità delle forze che si potevano mettere in campo in simili casi».

### Antiochia e il principato d'Armenia

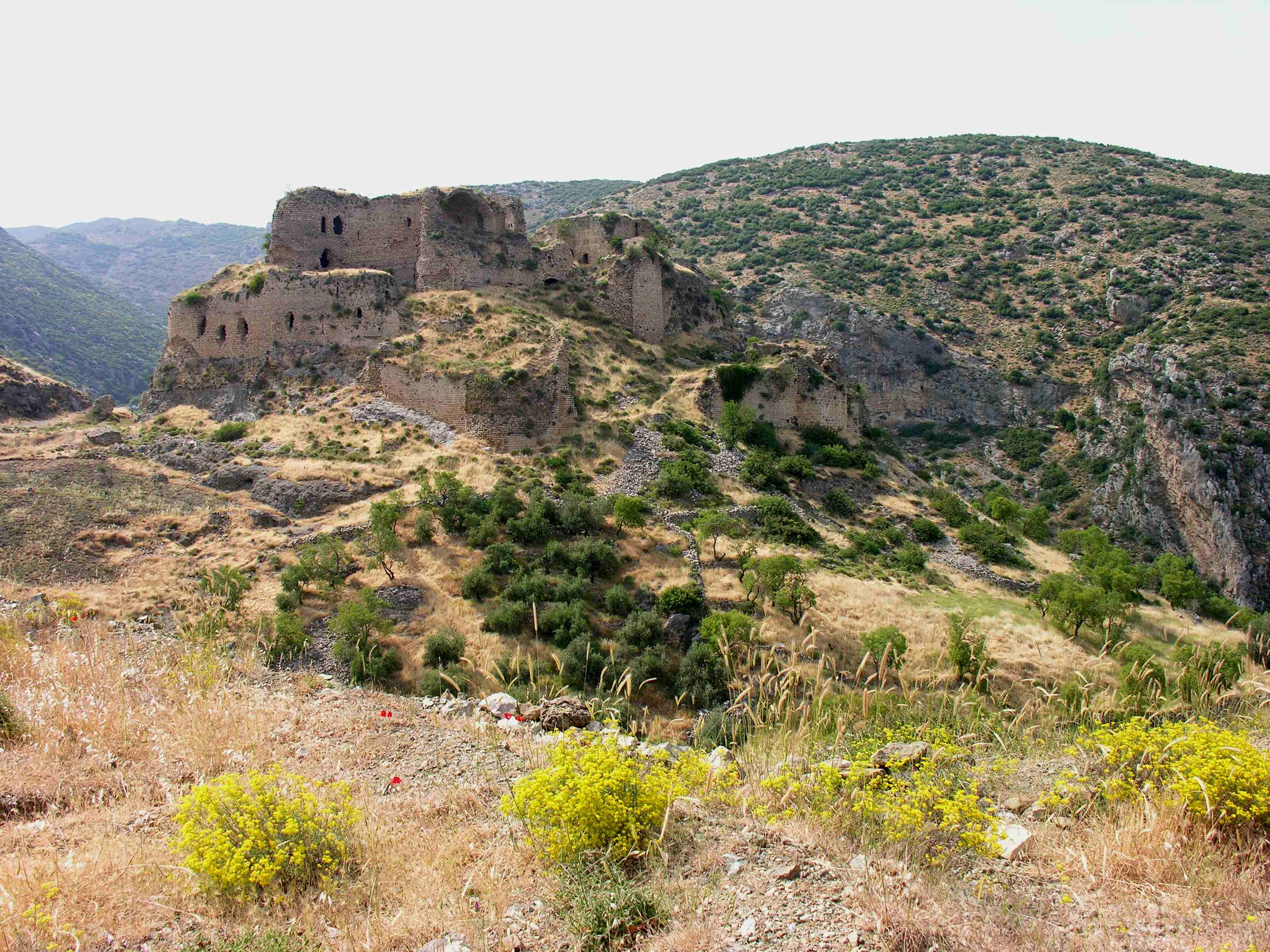
Rovine del castello di Bagras

Il Vicino Oriente nel 1190. La cartina immortala un momento antecedente all'arrivo di Riccardo I d'Inghilterra nella regione, come si desume dal fatto che Cipro rientrava ancora formalmente nel territorio dell'impero bizantino

Assai più a nord degli scenari di battaglia della terza crociata, la saggia politica di neutralità portata avanti dal principe Boemondo III d'Antiochia gli aveva permesso di conservare la sua capitale e le aree immediatamente circostanti fino al porto di San Simeone. Già prima e durante la guerra santa del 1189-1192, le sue energie si concentrarono sulla necessità di risolvere le contese insorte con il suo vicino e vassallo dal 1186, il principe delle Montagne armeno Leone. Nonostante nel 1187 avessero respinto assieme un'invasione turcomanna, i rapporti tra i due si guastarono quando Boemondo rifiutò di restituire una cospicua somma di denaro prestatagli da Leone. Con la speranza di ritagliarsi una maggiore autonomia, nel 1190 Leone si dichiarò disponibile a divenire vassallo di Federico Barbarossa. Inoltre, non si mosse in favore di Boemondo quando questi venne attaccato da Saladino nel 1191 e perse il controllo del castello di Bagras. Mentre a sud infuriavano i combattimenti, Leone intervenne militarmente e riconquistò Bagras, senza però restituirla a Boemondo. Il sovrano di Antiochia si rivolse addirittura a Saladino, nella speranza che il presidio venisse sottratto al suo odioso rivale, ma il sultano era impegnato altrove e non poteva intervenire.
Nell'ottobre del 1193 Leone convocò Boemondo a Sis, con il pretesto di risolvere la questione, e lo imprigionò. Leone pretese da Boemondo la cessione della città e questi, a malincuore, accettò. Tuttavia, benché i nobili fossero pronti ad accogliere Leone, la popolazione greca e latina insorse alla prospettiva di venire governata da un sovrano armeno. È verosimile che i principali fomentatori di questa rivolta fossero i mercanti italiani, che temevano di vedere la propria posizione pregiudicata per via della dominazione armena. Alla fine del 1193 Leone dovette rilasciare il prigioniero a causa dell'intervento di Enrico di Champagne in suo favore; in seguito, Enrico si prodigò per mediare tra le controparti. Nel frattempo, la popolazione di Antiochia si affrettò ad acclamare come reggente Raimondo, primogenito di Boemondo III, ed egli assunse tale ruolo fino al ritorno del padre. Al termine di questa crisi, terminata nel 1194 o 1195, Boemondo tornò ad Antiochia, rispettò il voto fatto precedentemente di rinunciare a qualsiasi pretesa sull'Armenia e, a malincuore, sopportò le nozze che erano state combinate tra suo figlio Raimondo e Alice d'Armenia, nipote di Leone e figlia di Ruben III d'Armenia. Riuscito a sottrarsi alla sovranità altrui, Leone avviò degli scambi epistolari con il papa e con l'imperatore Enrico VI, pronto a partire per la crociata del 1197. Grazie alla loro intercessione, ottenne l'elevazione della sua "baronia" a regno d'Armenia, che entrò a far parte del complesso degli Stati crociati dal 1197 al 1199.
Frattanto a un altro dei figli di Boemondo III e suo omonimo, Boemondo IV, era stato assegnato dal 1187 il governo di Tripoli e, sotto la sua sovranità, rimasero anche gli Ospitalieri attivi presso il Krak dei Cavalieri e i Templari a Tortosa.

## Fonti storiografiche
Passando in rassegna tra gli autori cristiani, gli eventi della terza crociata vengono narrati innanzitutto da Giraldo Cambrense (1146-1223), un ecclesiastico gallese noto sia per le diverse opere geografiche realizzate sia perché a lui si deve il soprannome di Riccardo I "Cuor di Leone", creato per esaltare il coraggio da lui dimostrato nelle battaglie. Un'altra fonte di rilievo è rappresentata dal poeta Ambrogio Normanno (fl. XII secolo), autore della Estoire de la guerre sainte, un resoconto scritto in lingua anglo-normanna in 12 352 ottonari, anch'esso incentrato sulla spedizione compiuta in Terra Santa da Riccardo. L'Itinerarium Peregrinorum et Gesta Regis Ricardi, realizzata probabilmente da un canonico di Londra di nome Riccardo, è un'altra delle opere da tenere in considerazione; si compone di due parti, di cui una prima che viene a volte chiamata la Continuazione latina di Guglielmo di Tiro, mentre la seconda vanta numerosi similitudini con la già citata Estoire de la guerre sainte. Ulteriori informazioni relative alla campagna inglese si rintracciano nei lavori di Ruggero di Hoveden. La spedizione di Federico Barbarossa è narrata nella Historia de expeditione Friderici imperatoris, redatta da un cronista austriaco di nome Ansberto (XII secolo-XIII secolo) accodatosi alla campagna imperiale. È sopravvissuto inoltre un resoconto scritto da un autore anonimo in latino intitolato Historia peregrinorum, così come una breve missiva (Epistola de morte Friderici imperatoris) relativa alla morte dell'imperatore. Con riferimento alla fondazione dell'Ordine teutonico, riconosciuta come organizzazione cavalleresca poco tempo dopo la terza crociata, la Narratio de primordiis ordinis theutonici riferisce in parte alcuni avvenimenti accaduti ad Acri nel 1190 e immediatamente più tardi.
Con riferimento alle fonti arabe, occorre menzionare l'al-Kāmil fī l-taʾrīkh ("Il libro perfetto sulla storia", ossia "La storia completa") dello storico curdo Ali Ibn al-Athir (1160-1233), un'opera che narra gli eventi dalla nascita di Maometto e che si concentra poi anche sul periodo delle crociate. Altrettanto rilevante è il Kitāb al-rawḍatayn fī akhbār al-dawlatayn al-Nūriyya wa-l-Ṣalāḥiyya di Abū Shāma (1203-1268), ultimato nel XIII secolo e che ripercorre gli eventi relativi alla vita di Norandino e di Saladino. Gli ultimi due autori menzionati si ispirarono in maniera ampia al Kitāb al-Barq al-Shāmī, un lavoro dello storico 'Imad al-Din al-Isfahani (1125-1201). Questi fu un funzionario al servizio di Saladino e testimone oculare dell'assedio di Acri del 1189-1191, risultando tra coloro che fuggirono dalla città a seguito della resa. Al servizio del sultano fu altresì Boadino, testimone oculare dell'assedio di Acri e della battaglia di Arsuf e autore del al-Nawādir al-Sulṭāniyya wa'l-Maḥāsin al-Yūsufiyya.
Sul versante bizantino è disponibile la Narrazione cronologica di Niceta Coniata (1155-1217), grande logoteta bizantino, che riporta gli eventi tra il 1118 ed il 1206. È interessante inoltre segnalare l'opera scritta da Neofito di Cipro (1134-1214), monaco dell'isola che realizzò uno scritto con toni anti-latini (Sulle sciagure di Cipro) in cui narra il breve conflitto scoppiato tra Riccardo e Isacco Comneno, il signore locale. Si deve infine tenere presente che gli archeologi hanno scoperto dei colophon relativi alla caduta di Gerusalemme (1187) e alla terza crociata (1189-1192). Sebbene siano state realizzate alcune raccolte di questi colophon armeni, non sono ancora state pubblicate delle traduzioni in una delle lingue dell'Europa occidentale di quelli relativi alla fase più concitata delle crociate.

## Influenza culturale
Un conflitto dalla così grande rilevanza come la terza crociata non poteva non suscitare un'ampia influenza culturale. Tale impatto si avvertì maggiormente in Europa, sia pur non in maniera esclusiva. Il fascino della terza crociata si è sentito anche nei secoli successivi fino ad arrivare ai giorni nostri, abbracciando ambiti quali la letteratura, la musica, l'arte, il cinema e l'industria videoludica.

### Esplicative
1. 1 2  L'esatta estensione temporale della pace di Ramla resta oggetto di dibattito storiografico. Vi è chi, come Franco Cardini ( Franco Cardini, Le Crociate, Corriere della Sera,  p. 28, ISBN 978-88-61-26915-6), ritiene che la durata prevista fosse di «tre anni, tre mesi e tre giorni», un verosimile riferimento al valore simbolico del numero tre nella religione cristiana. Altri, invece, hanno sostenuto che la validità si estendeva per tre anni e otto mesi ( D. S. Richards, The Chronicle of Ibn al-Athir for the Crusading Period from al-Kamil fi'l-Ta'rikh, Ashgate Publishing, Ltd., 2010,  p. 401, ISBN 978-07-54-66952-4; Michael Köhler, Alliances and Treaties between Frankish and Muslim Rulers in the Middle East: Cross-Cultural Diplomacy in the Period of the Crusades, a cura di Konrad Hirschler, traduzione di Peter M. Holt, BRILL, 2013,  p. 264, ISBN 978-90-04-24890-8) oppure addirittura per cinque anni (Runciman (2005), p. 748; Bridge (2023), p. 241).
2. ↑  Resta oggetto di dibattito storiografico se Enrico II intendesse davvero dare seguito a questa promessa. La sua morte ha reso comunque il dubbio superfluo: Runciman (2005), p. 692.
3. ↑  Cardini (2018), pp. 350-351.
«Lo zelo di quest'uomo fu segno degli Apostoli; la sua intenzione religiosa non inferiore in niente alla santità di quanti, posti al di sopra della comune condizione umana, si elevarono all'altezza del messaggio evangelico con tutta la forza del loro animo e per tutta la vita stimarono al pari di immondizia la vanagloria umana. Per questo la sua morte fu felice.»
4. ↑  Richard (1999), p. 355 e Croce (1998), p. 43 hanno ritenuto di sì, in quanto come sottolineato anche da Runciman (2005), p. 718, «molti erano già partiti per l'Oriente», mentre Riley-Smith (2022), p. 161 ha sostenuto il contrario, quantificando il totale di uomini a cavallo francesi in 2 000 e di quelli inglesi in 800. Malgrado ciò, lo storico ha affermato che Filippo «versava in condizioni molto meno floride di Riccardo».
5. ↑  Giovanna e Guglielmo II di Sicilia, il marito della nobildonna inglese che era morto un anno prima dell'arrivo di Riccardo sull'isola, non avevano avuto figli. Di conseguenza, secondo le usanze dell'epoca la dote doveva essere restituita alla vedova.
6. ↑  Goffredo di Lusignano poté beneficiare delle rendite soltanto dopo qualche mese, quando i territori della contea di Giaffa e Ascalona ritornarono effettivamente ad essere dei possedimenti cristiani nel momento in cui Riccardo I d'Inghilterra li riconquistò.
7. 1 2  Croce, p. 166.
«Certamente il re Filippo, come accadrà per Riccardo, soffriva di febbri malariche. La Palestina non era un paese salubre. Nelle fertili e calde pianure, imperversavano la malaria e il colera. Molti [erano] i lebbrosi. Gli occidentali non avevano tratto molto esperienza dalle precedenti spedizioni: le vesti erano inadatte al clima e si nutrivano in modo sbagliato. L'igiene personale era scarsa. Tutto ciò era causa di malattie e, come già avvenuto ad Antiochia e nell'assedio di Acri, di epidemie.»
8. ↑  Croce (1998), p. 96.
«La stella di Riccardo si offuscava sempre di più. Il sovrano veniva chiamato con il nomignolo di oc e no, «sì e no», a indicare la sua costante indecisione nel procedere risolutamente nella guerra e nell'attaccare finalmente Gerusalemme. Quel soprannome aveva un'origine non militaresca, ma mondana: risaliva a Bertrand de Born, signore di Hautefort, galante frequentatore della corte, poeta e trovatore per diletto, che in tal modo si riferiva alla perdurante indecisione di Riccardo nell'impalmare Adelaide, sorella di Filippo Augusto re di Francia. Non si sa come l'episodio sia giunto oltremare, ma è noto che i soldati conoscono molte cose dei loro comandanti!»
9. ↑  Le informazioni fornite da questo autore sono comunque in alcuni casi dalla dubbia attendibilità. Si pensi a quanto l'autore riferisce delle vittorie di Riccardo contro Saladino in battaglia, sostenendo che esse fossero state dovute alle profezie compiute dal calabrese Gioacchino da Fiore:  Mario Niccoli, Gioacchino da Fiore, su Enciclopedia Italiana, Treccani, 1933.

### Bibliografiche
1. 1 2 3  Croce (1998), p. 43.
2. ↑  (EN) Frank McLynn, Lionheart and Lackland. King Richard, King John and the Wars of Conquest, Jonathan Cape, 2006,  p. 182, ISBN 978-0-224-06244-2
«From England and Normandy Richard had brought around 9,000 men (900 knights and 8,100 foot); from France he had the men left behind by King Philip, probably some 7,000 (700 knights and 6,300 foot).»
3. 1 2 3 4  Bridge (2023), p. 217.
4. 1 2 3 4  Cardini (2018), p. 346.
5. 1 2  (EN) Florin Curta, Eastern Europe in the Middle Ages (500-1300), BRILL, 2019,  p. 545, ISBN 978-90-04-39519-0
6. 1 2 3 4 5  Runciman (2005), p. 694.
7. ↑  Richard (1999), p. 281.
8. ↑  Bridge (2023), p. 182.
9. 1 2 3  Grousset (1998), p. 99.
10. ↑  Runciman (2005), p. 592.
11. ↑  Runciman (2005), p. 593.
12. 1 2 3 4 5  Bridge (2023), p. 184.
13. ↑  Eddé (2014), p. 28.
14. 1 2 3 4  Grousset (1998), p. 100.
15. ↑  Richard (1999), p. 290.
16. ↑  Eddé (2014), p. 29.
17. ↑  Bridge (2023), pp. 185-186.
18. ↑  Runciman (2005), pp. 600-601.
19. ↑  Bridge (2023), p. 186.
20. 1 2 3 4  Grousset (1998), p. 103.
21. ↑  Bridge (2023), p. 187.
22. ↑  Bridge (2023), p. 189.
23. ↑  Eddé (2014), p. 61.
24. 1 2  Richard (1999), p. 308.
25. ↑  Eddé (2014), p. 67.
26. 1 2  Eddé (2014), p. 68.
27. ↑  Eddé (2014), p. 71.
28. 1 2  Riley-Smith (2022), p. 127.
29. ↑  Runciman (2005), pp. 621, 626.
30. ↑  Richard (1999), p. 319.
31. ↑  Runciman (2005), pp. 627-628.
32. ↑  Eddé (2014), p. 188.
33. ↑  Bridge (2023), p. 196.
34. ↑  Grousset (1998), p. 110.
35. ↑  Grousset (1998), pp. 110-111.
36. ↑  Richard (1999), p. 312.
37. ↑  Grousset (1998), pp. 112-113.
38. 1 2 3  Grousset (1998), p. 113.
39. 1 2  Grousset (1998), p. 119.
40. ↑  Richard (1999), p. 327.
41. 1 2 3  Riley-Smith (2022), p. 131.
42. 1 2 3 4 5 6 7  Grousset (1998), p. 121.
43. 1 2  Eddé (2014), p. 205.
44. 1 2 3  Richard (1999), p. 329.
45. ↑  Runciman (2005), pp. 667-668.
46. ↑  Eddé (2014), p. 198.
47. 1 2  Grousset (1998), p. 122.
48. ↑  Grousset (1998), p. 124.
49. ↑  Richard (1999), p. 331.
50. 1 2 3 4 5 6 7  Bridge (2023), p. 213.
51. ↑  Runciman (2005), p. 674.
52. ↑  Runciman (2005), pp. 675-676.
53. ↑  Runciman (2005), p. 676.
54. 1 2  Grousset (1998), p. 125.
55. 1 2  Runciman (2005), p. 678.
56. ↑  Bridge (2023), pp. 213-214.
57. 1 2  Runciman (2005), p. 683.
58. ↑  Runciman (2005), pp. 683-684.
59. ↑  Grousset (1998), p. 128.
60. 1 2  Runciman (2005), p. 690.
61. 1 2 3  Runciman (2005), p. 691.
62. 1 2 3 4 5  Richard (1999), p. 353.
63. ↑  Runciman (2005), p. 711.
64. ↑  Richard (1999), pp. 353-354.
65. 1 2 3 4 5  Richard (1999), p. 354.
66. 1 2 3 4 5 6 7 8 9  Cardini (2018), p. 347.
67. ↑  Cardini (2018), p. 341.
68. ↑  Cardini (2018), pp. 341, 344.
69. ↑  Grousset (1998), p. 130.
70. ↑  Cardini (2018), pp. 340, 346.
71. 1 2 3  Runciman (2005), p. 696.
72. ↑  Cardini (2018), pp. 346-347.
73. 1 2 3  Runciman (2005), p. 697.
74. ↑  Runciman (2005), pp. 697-698.
75. 1 2 3  Runciman (2005), p. 698.
76. 1 2  Bridge (2023), pp. 217-218.
77. 1 2  Richard (1999), p. 352.
78. 1 2 3  Cardini (2018), p. 348.
79. 1 2 3  Runciman (2005), p. 699.
80. 1 2 3 4 5  Cardini (2018), p. 349.
81. 1 2  Runciman (2005), p. 700.
82. 1 2  Cardini (2018), p. 350.
83. ↑  Riley-Smith (2022), p. 160.
84. 1 2  Runciman (2005), p. 716.
85. ↑  Croce (1998), p. 42.
86. 1 2  Bridge (2023), p. 221.
87. ↑  Richard (1999), pp. 355-356.
88. ↑  Croce (1998), p. 47.
89. ↑  Croce (1998), p. 50.
90. 1 2  Runciman (2005), p. 723.
91. 1 2 3  Riley-Smith (2022), p. 162.
92. ↑  Croce (1998), pp. 39-41.
93. ↑  Croce (1998), pp. 40-41.
94. 1 2  Runciman (2005), p. 718.
95. ↑  Croce (1998), pp. 43-45.
96. 1 2 3  Runciman (2005), p. 719.
97. 1 2  Richard (1999), p. 355.
98. ↑  Croce (1998), p. 46.
99. ↑  Croce (1998), pp. 46-47.
100. ↑  Runciman (2005), p. 720.
101. ↑  Runciman (2005), pp. 720-721.
102. 1 2 3 4  Richard (1999), p. 356.
103. ↑  Grousset (1998), p. 134.
104. 1 2  Croce (1998), p. 55.
105. 1 2  Runciman (2005), p. 725.
106. 1 2 3  Bridge (2023), p. 223.
107. ↑  Croce (1998), pp. 55, 57.
108. 1 2  Croce (1998), p. 57.
109. ↑  Runciman (2005), pp. 725-726.
110. ↑  Croce (1998), p. 58.
111. 1 2  Richard (1999), p. 358.
112. ↑  Runciman (2005), p. 704.
113. ↑  Richard (1999), pp. 358-359.
114. 1 2  Richard (1999), p. 359.
115. 1 2 3 4  Richard (1999), p. 362.
116. ↑  Croce (1998), p. 62.
117. 1 2 3  Runciman (2005), p. 710.
118. ↑  Runciman (2005), pp. 711-712.
119. 1 2 3  Runciman (2005), p. 714.
120. ↑  Bridge (2023), p. 222.
121. ↑  Croce (1998), pp. 68-70.
122. 1 2 3 4  Runciman (2005), p. 730.
123. ↑  Croce (1998), p. 70, buttandola nel fossato.
124. ↑  Runciman (2005), p. 712.
125. ↑  Runciman (2005), p. 713.
126. ↑  Runciman (2005), pp. 713-714.
127. 1 2 3 4 5 6 7 8 9  Richard (1999), p. 363.
128. 1 2 3 4 5  Riley-Smith (2022), p. 163.
129. ↑  Croce (1998), p. 70.
130. 1 2 3  Runciman (2005), p. 731.
131. 1 2 3 4 5 6  Runciman (2005), p. 732.
132. ↑  Croce (1998), p. 72.
133. 1 2  Grousset (1998), p. 137.
134. 1 2 3 4 5 6 7 8  Riley-Smith (2022), p. 164.
135. ↑  Eddé (2014), p. 250.
136. 1 2  Runciman (2005), p. 733.
137. ↑  Bridge (2023), p. 230.
138. ↑  Croce (1998), pp. 76-77.
139. ↑  Croce (1998), p. 77.
140. 1 2  Croce (1998), p. 78.
141. ↑  Croce (1998), pp. 79-80.
142. ↑  Grousset (1998), p. 138.
143. ↑  Croce (1998), p. 81.
144. 1 2 3  Croce (1998), p. 82.
145. ↑  Croce (1998), p. 87.
146. 1 2  Runciman (2005), p. 735.
147. ↑  Croce (1998), pp. 87-88.
148. 1 2 3 4 5  Bridge (2023), p. 234.
149. 1 2 3  Grousset (1998), p. 139.
150. ↑  Croce (1998), p. 92.
151. 1 2 3 4  Runciman (2005), p. 737.
152. ↑  Croce (1998), p. 90.
153. ↑  Croce (1998), pp. 90-91.
154. ↑  Croce (1998), p. 93.
155. 1 2 3 4 5 6  Runciman (2005), p. 739.
156. ↑  Croce (1998), p. 96.
157. ↑  Eddé (2014), p. 257.
158. ↑  Croce (1998), p. 97.
159. ↑  Runciman (2005), pp. 739-740.
160. ↑  Runciman (2005), p. 740.
161. 1 2 3 4 5 6 7 8  Riley-Smith (2022), p. 165.
162. ↑  Croce (1998), p. 98.
163. ↑  Bridge (2023), p. 235.
164. ↑  Croce (1998), pp. 98-99.
165. 1 2 3  Croce (1998), p. 99.
166. ↑  Runciman (2005), p. 741.
167. ↑  Runciman (2005), p. 742.
168. ↑  Runciman (2005), pp. 741-742.
169. 1 2  Bridge (2023), p. 236.
170. 1 2 3  Richard (1999), p. 366.
171. ↑  Runciman (2005), pp. 742-743.
172. 1 2 3  Runciman (2005), p. 743.
173. ↑  Croce (1998), p. 100.
174. ↑  Runciman (2005), p. 744.
175. ↑  Croce (1998), p. 102.
176. ↑  Croce (1998), p. 103.
177. ↑  Runciman (2005), p. 745.
178. ↑  Grousset (1998), p. 140.
179. ↑  Runciman (2005), p. 746.
180. ↑  Grousset (1998), p. 141.
181. 1 2  Bridge (2023), p. 239.
182. ↑  Croce (1998), p. 108.
183. ↑  Croce (1998), pp. 108-109.
184. ↑  Croce (1998), p. 109.
185. 1 2 3 4  Runciman (2005), p. 748.
186. ↑  (EN) Franco Cardini, Le Crociate, Corriere della Sera, 23 novembre 2015, ISBN 978-88-6126-915-6. URL consultato l'11 maggio 2025.
187. ↑  Bridge (2023), p. 241.
188. 1 2 3  Runciman (2005), p. 749.
189. 1 2  Grousset (1998), p. 142.
190. ↑  Croce (1998), p. 114.
191. ↑  Croce (1998), p. 115.
192. ↑  Croce (1998), pp. 122, 125.
193. ↑  Croce (1998), pp. 125, 133.
194. 1 2  Bridge (2023), p. 241.
195. 1 2  Runciman (2005), p. 750.
196. ↑  Croce (1998), pp. 137-138.
197. ↑  Croce (1998), p. 151.
198. 1 2 3 4 5 6 7  Runciman (2005), p. 751.
199. ↑  Croce (1998), p. 113.
200. 1 2 3 4  Riley-Smith (2022), p. 166.
201. ↑  Richard (1999), p. 368.
202. 1 2 3  Richard (1999), p. 377.
203. 1 2 3 4  Richard (1999), p. 380.
204. ↑  Richard (1999), pp. 380-381.
205. ↑  Richard (1999), p. 357.
206. ↑  Grousset (1998), pp. 142-143.
207. ↑  Eddé (2014), p. 118.
208. 1 2  Runciman (2005), p. 752.
209. ↑  Croce (1998), p. 127.
210. 1 2 3 4  Richard (1999), p. 384.
211. ↑  Runciman (2005), pp. 753-754.
212. 1 2 3 4 5 6 7  Richard (1999), p. 382.
213. ↑  Runciman (2005), pp. 754-755.
214. ↑  Richard (1999), pp. 382-383.
215. 1 2  Runciman (2005), p. 755.
216. ↑  Richard (1999), p. 383.
217. ↑  Runciman (2005), pp. 763-764.
218. 1 2  Richard (1999), p. 370.
219. 1 2 3 4  Runciman (2005), p. 764.
220. ↑  Richard (1999), pp. 371-372.
221. ↑  Richard (1999), p. 373.
222. ↑  Grousset (1998), p. 145.
223. ↑  Grousset (1998), p. 146.
224. ↑  Grousset (1998), pp. 146-147.
225. ↑  Richard (1999), p. 375.
226. ↑  Runciman (2005), p. 768.
227. ↑  Runciman (2005), pp. 768-769.
228. 1 2  Runciman (2005), p. 769.
229. ↑  Richard (1999), pp. 375-376.
230. 1 2 3  Richard (1999), p. 376.
231. ↑  Grousset (1998), p. 147.
232. 1 2 3 4 5 6  Richard (1999), p. 378.
233. 1 2 3 4 5  Runciman (2005), p. 760.
234. 1 2 3  Runciman (2005), p. 761.
235. ↑  Richard (1999), p. 379.
236. 1 2  Croce (1998), p. 159.
237. ↑   Ambrogio Normanno, in Treccani.it – Enciclopedie on line, Roma, Istituto dell'Enciclopedia Italiana.
238. ↑  (EN) Itinerarium Peregrinorum et Gesta Regis Ricardi, su referenceworks.brillonline.com, Brill.
239. ↑   Ansberto, in Treccani.it – Enciclopedie on line, Roma, Istituto dell'Enciclopedia Italiana.
240. ↑  (EN) Narratio de primordiis ordinis theutonici, su referenceworks.brillonline.com, Brill.
241. ↑   Ibn al-Athir, in Enciclopedia Italiana, Roma, Istituto dell'Enciclopedia Italiana.
242. ↑  (EN) Jaacov Lev, Saladin in Egypt, BRILL, 1999,  pp. 41-42, ISBN 978-90-04-11221-6
243. ↑  (EN) Georgios Theotokis e Aysel Yıldız, A Military History of the Mediterranean Sea: Aspects of War, Diplomacy, and Military Elites, BRILL, 2018,  p. 223, ISBN 978-90-04-36204-8
244. ↑  (EN) Baha ad-Din ibn Shaddad, su bookgallery.co.il.
245. ↑   Niceta Coniate, in Treccani.it – Enciclopedie on line, Roma, Istituto dell'Enciclopedia Italiana.
246. ↑   Neofito il Recluso, in Treccani.it – Enciclopedie on line, Roma, Istituto dell'Enciclopedia Italiana.
247. 1 2  (EN) Angus Stewart, Armenian sources, in Alan V. Murray, The Crusades: An Encyclopedia, Bloomsbury Publishing USA, 2006,  pp. 90-91, ISBN 978-1-57607-863-1